# Campénéac
Campénéac [kɑ̃peneak] est une commune française située dans le département du Morbihan, en région Bretagne.

## Géographie

### Situation
| Loyat    | Tréhorenteuc | Paimpont Ille-et-Vilaine |
| Gourhel  | Campénéac    | Beignon                  |
| Ploërmel | Augan        | Porcaro                  |

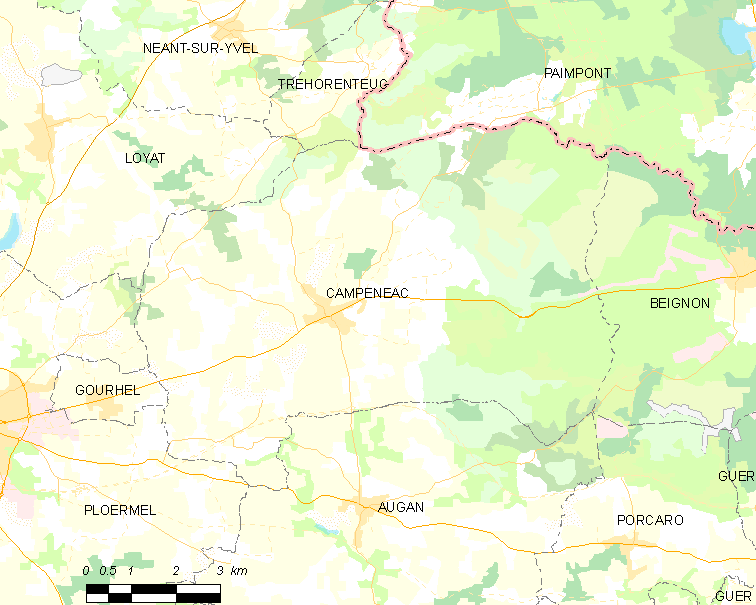
Carte de la commune de Campénéac et des communes avoisinantes.

Au cœur du Massif armoricain, Campénéac se situe à 9 km au nord-est de Ploërmel, approximativement entre Vannes et Rennes, dans le nord-est du Morbihan, non loin de la forêt de Paimpont (parfois identifiée comme la mythique forêt de Brocéliande).
Avant les fusions de communes survenues depuis la décennie 1980, Campénéac était la commune la plus vaste du département du Morbihan.

### Cadre géologique

Carte géologique du Massif armoricain.

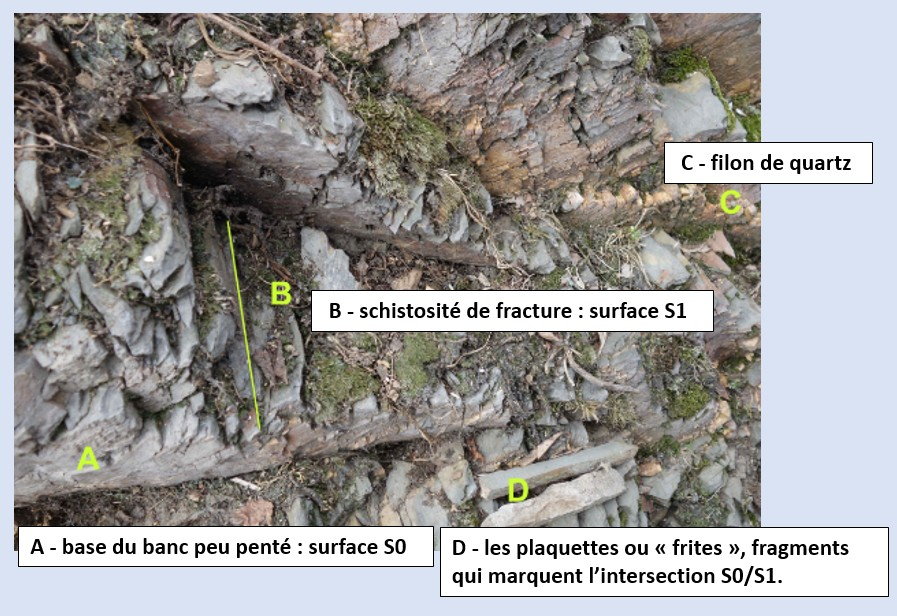
Dalles de Néant.

La région de Campénéac est localisée dans le domaine centre armoricain, dans la partie médiane du Massif armoricain qui est un socle ouest-européen de faible altitude (maximum 400 m), caractérisé par des surfaces d'aplanissement et qui résulte d'une histoire complexe composée de trois orogenèses : icartienne (Paléoprotérozoïque,ca. 2,2-1,8 Ga), cadomienne (Édiacarien 750-540 Ma) et surtout varisque (ou hercynienne, au Dévonien-Carbonifère, 420-300 Ma). La structure du Massif armoricain résulte de la superposition de l'héritage de ces deux derniers orogènes.
Campénéac est situé dans un vaste bassin sédimentaire constitué de sédiments détritiques essentiellement silto-gréseux issus de l'érosion de la chaîne cadomienne et accumulés sur plus de 15 000 m d'épaisseur, sur lesquels repose en discordance des formations paléozoïques sédimentaires. On peut observer à Campénéac, au départ de la route d’Augan, au pied d’un mur, un affleurement de roches briovériennes à faciès « Dalles de Néant » qui se présente sous forme d'alternances de bancs millimétriques d'argilites grises homogènes présentant un débit caractéristique en « baïonnette » ou « prismatique » dû au plan de schistosité, avec des bancs de siltites fines rubanées et des bancs de grès moyens à grossiers, souvent chenalisants et plurimétriques. Les lamines visibles « évoquent des dépôts sédimentaires « rythmiques » analogues aux dépôts de turbidite, tels qu’on les voit aujourd’hui, en milieu marin, généralement au-delà du plateau continental, en aval de débouchés de fleuves à fort débit, remaniant des alluvions ».

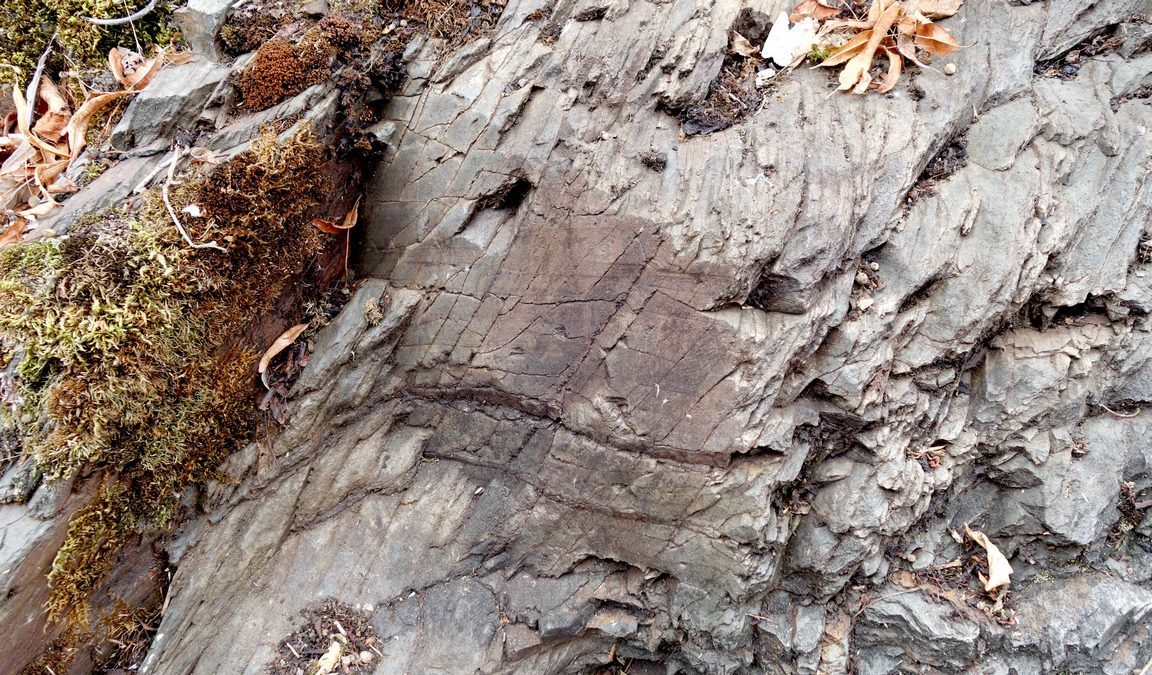
Siltite datant du briovérien à Campénéac.
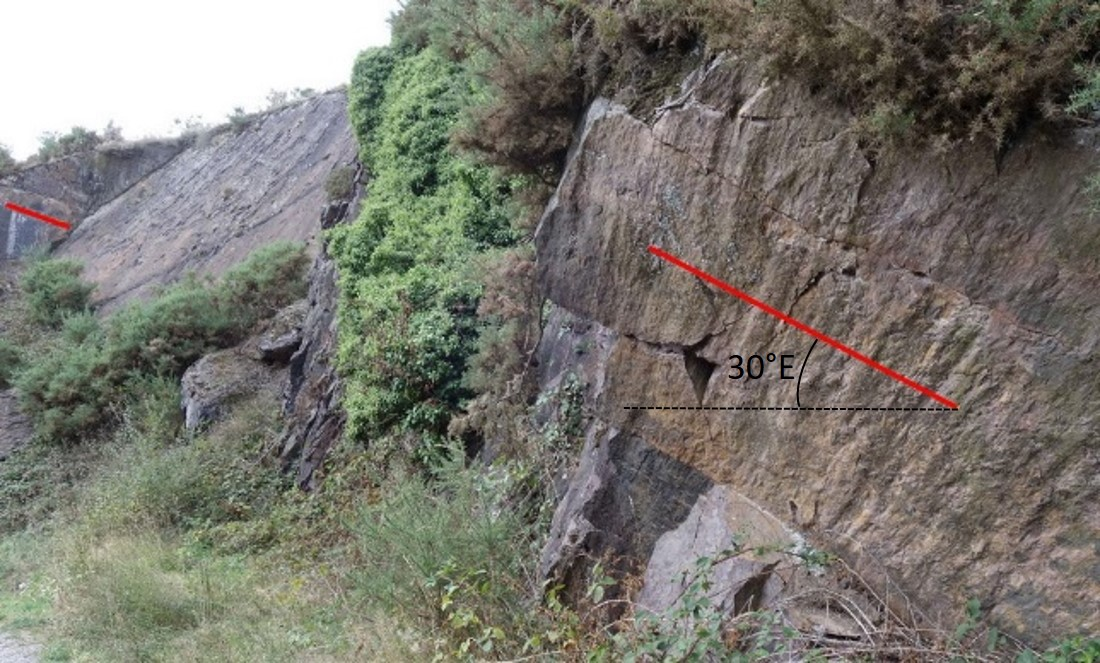
Schistes pourprés datant de l'ordovicien dans la carrière de Sainte-Apolline.
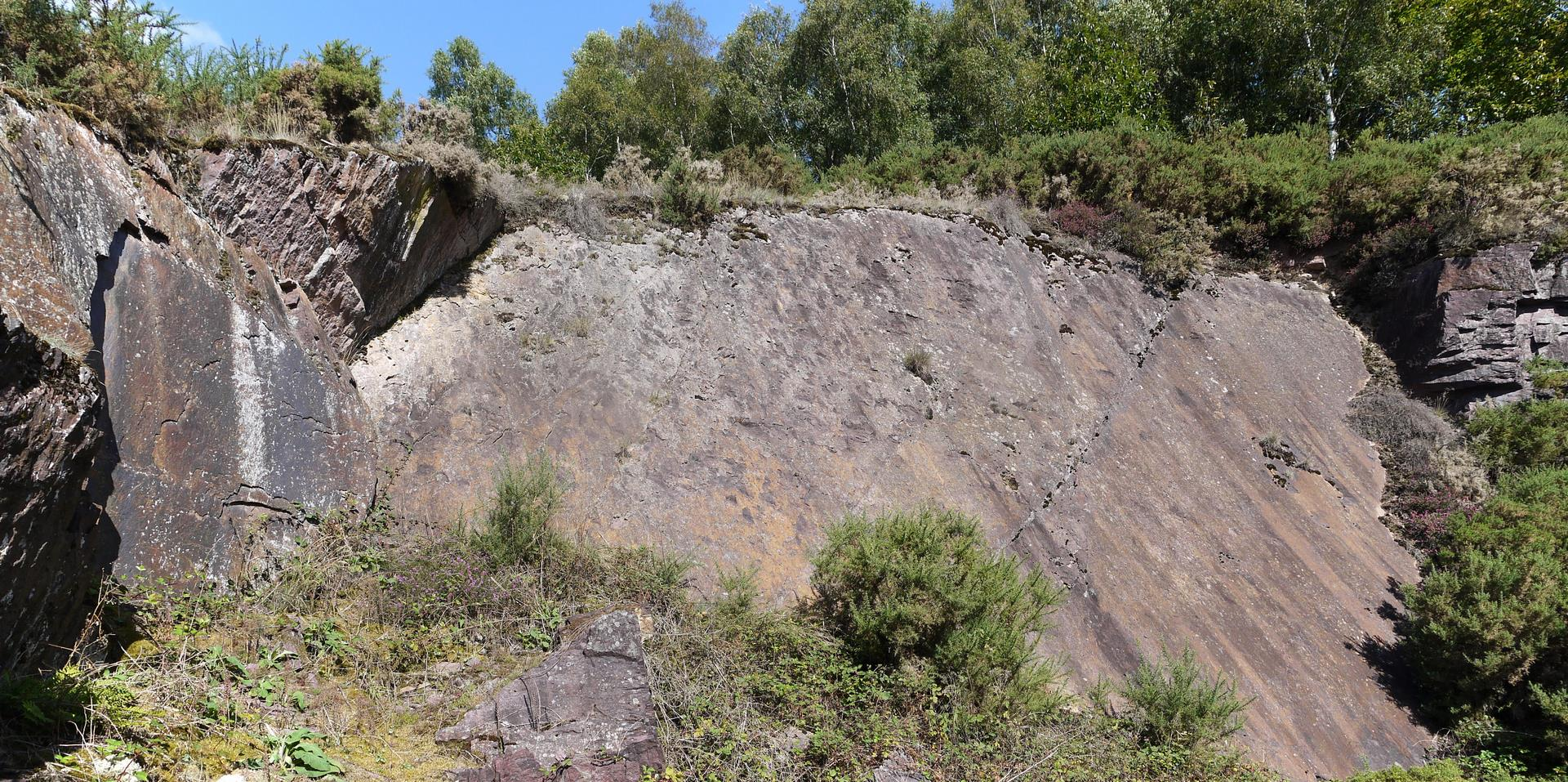
Miroir de faille dans la carrière de Sainte-Apolline.

### Relief et hydrographie
Le relief de la commune présente une pente générale vers l'ouest et un dénivelé de 170 mètres entre le point le plus haut, à 216 mètres d'altitude, situé dans la partie est du finage communal, dans le périmètre du champ de tir du camp de Coëtquidan et le point le plus bas, à 46 mètres d'altitude, situé à sa limite ouest, dans la vallée du ruisseau de la Touche-Larcher, à l'endroit où ce cours d'eau quitte la commune pour entrer dans celle de Ploërmel. Le bourg, en position relativement centrale au sein de cette commune de vaste superficie, est étagé entre 90 et 70 mètres d'altitude, faisant face au sud et situé sur la rive droite de l'Oyon.
Son relief présente des buttes assez pentues, comme le Tombeau des Géants (199 mètres, la butte de Tiot (190 mètres), la Grande Bosse (187 mètres) et la Bosse de la Tourtelière (185 mètres d'altitude – ces deux dernières citées sont situées à l'intérieur d'un autre champ de tir du camp de Coëtquidan).
| - Carte topographique de la commune de Campénéac. |

Le réseau hydrographique est constitué principalement par l'Oyon, un affluent de l'Aff qui a sa source au nord de la commune, qui alimente en eau l'étang de Trécesson et traverse la partie centrale de son territoire, en recevant les eaux de plusieurs petits affluents (les principaux étant le ruisseau de Comboulot sur sa rive droite, le ruisseau du Pont Gasnier, le ruisseau de Pont Juan et le ru de Guécuault sur sa rive gauche). La partie occidentale de la commune est traversée par le ruisseau de la Touche-Larcher et celui du Moulin du Miny, deux petits affluents de l'Yvel. Le second cité se jette directement dans le Lac au Duc. Dans la partie orientale de la commune, l'Aff lui-même serpente sur près de 2 km au nord-est à la commune, la séparant de celle de Paimpont (c'est aussi la limite départementale entre le Morbihan et l'Ille-et-Vilaine) ; deux de ses petits affluents traversent l'un la partie nord-est de la commune (le Ruisseau de Saint-Jean), l'autre sa partie sud-est (le Ruisseau de Saint-Malo). Tous ces cours d'eau sont des affluents ou des sous-affluents de la Vilaine.

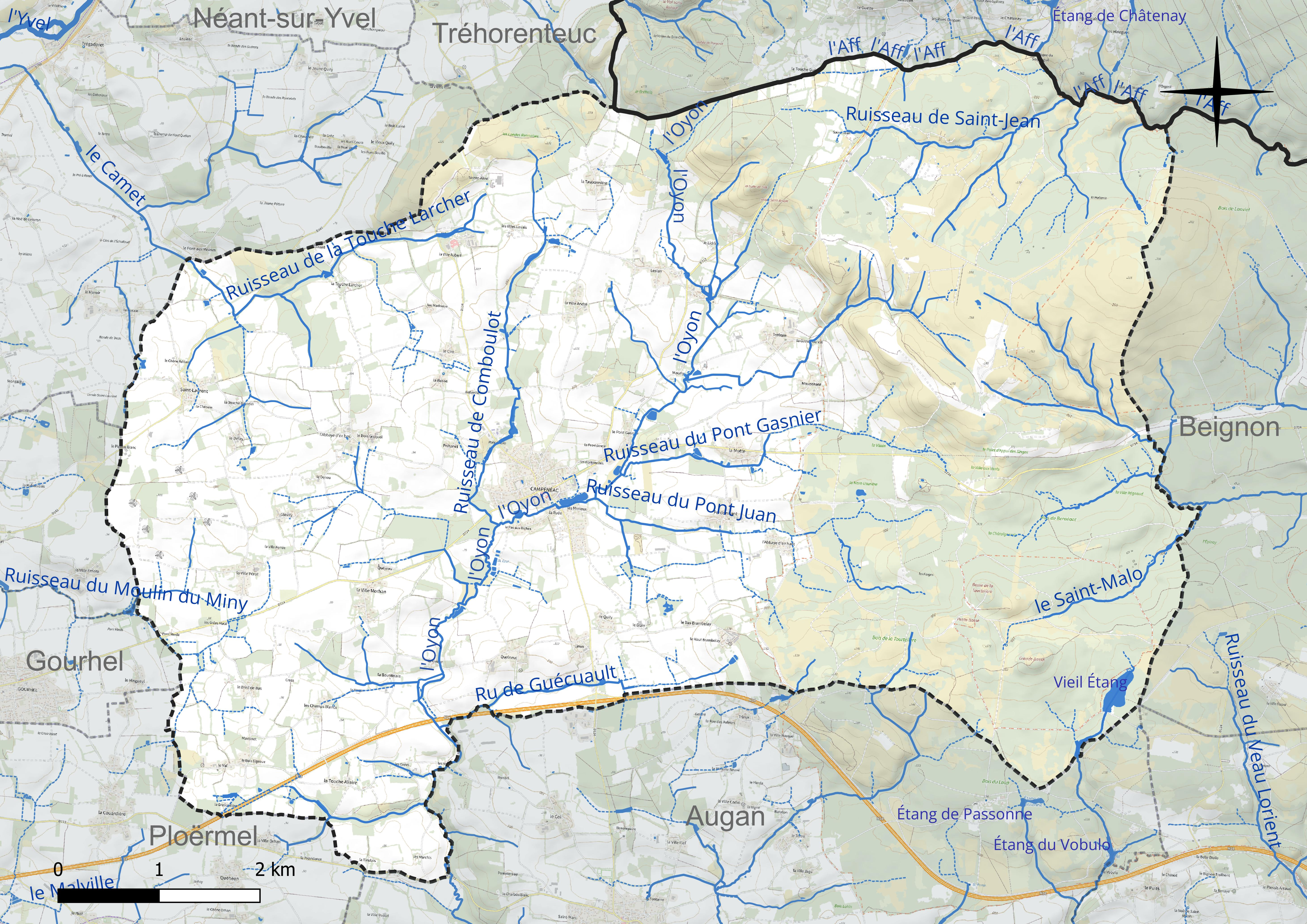
Carte du réseau hydrographique de la commune de Campénéac.
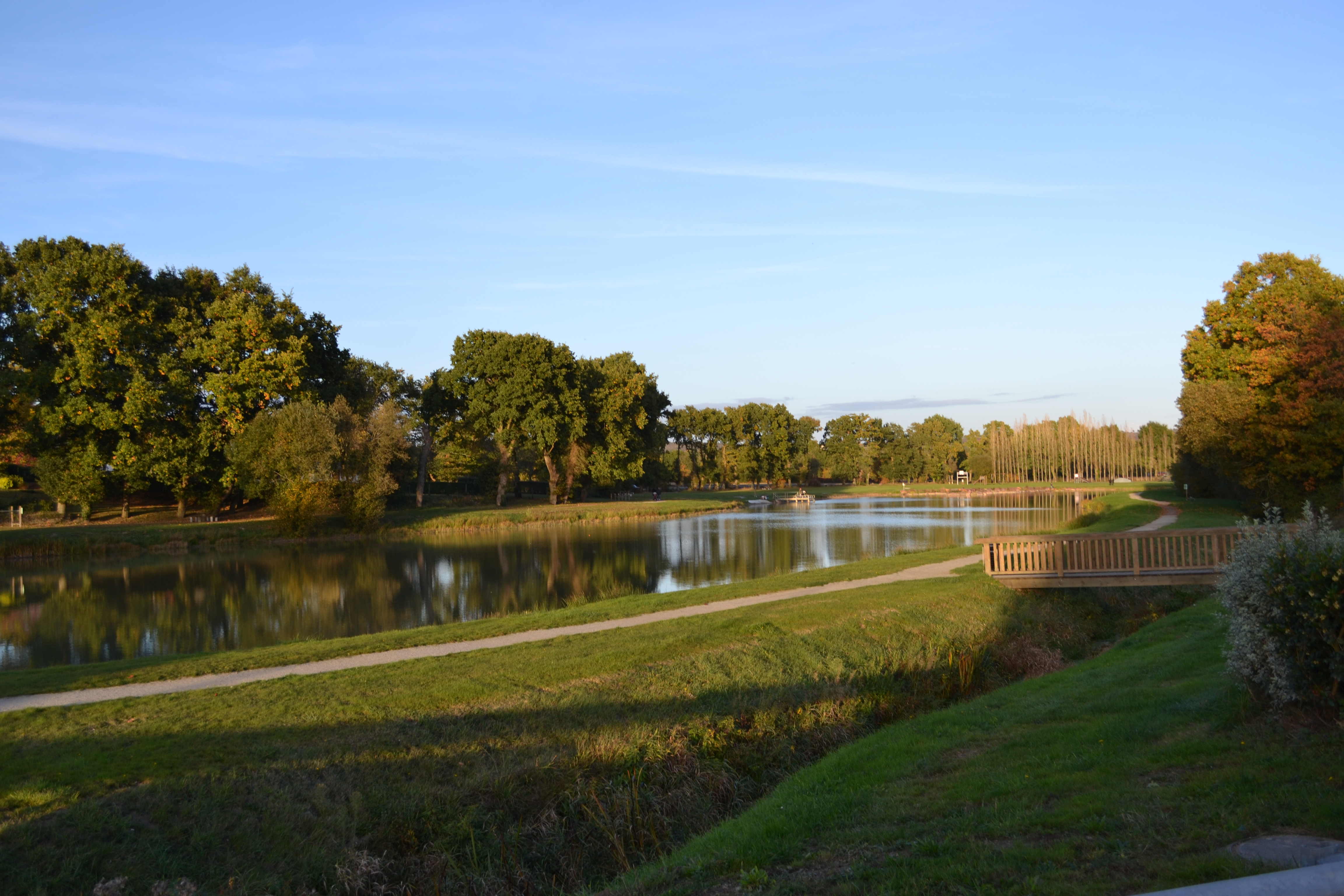
Le plan d'eau de Campénéac.
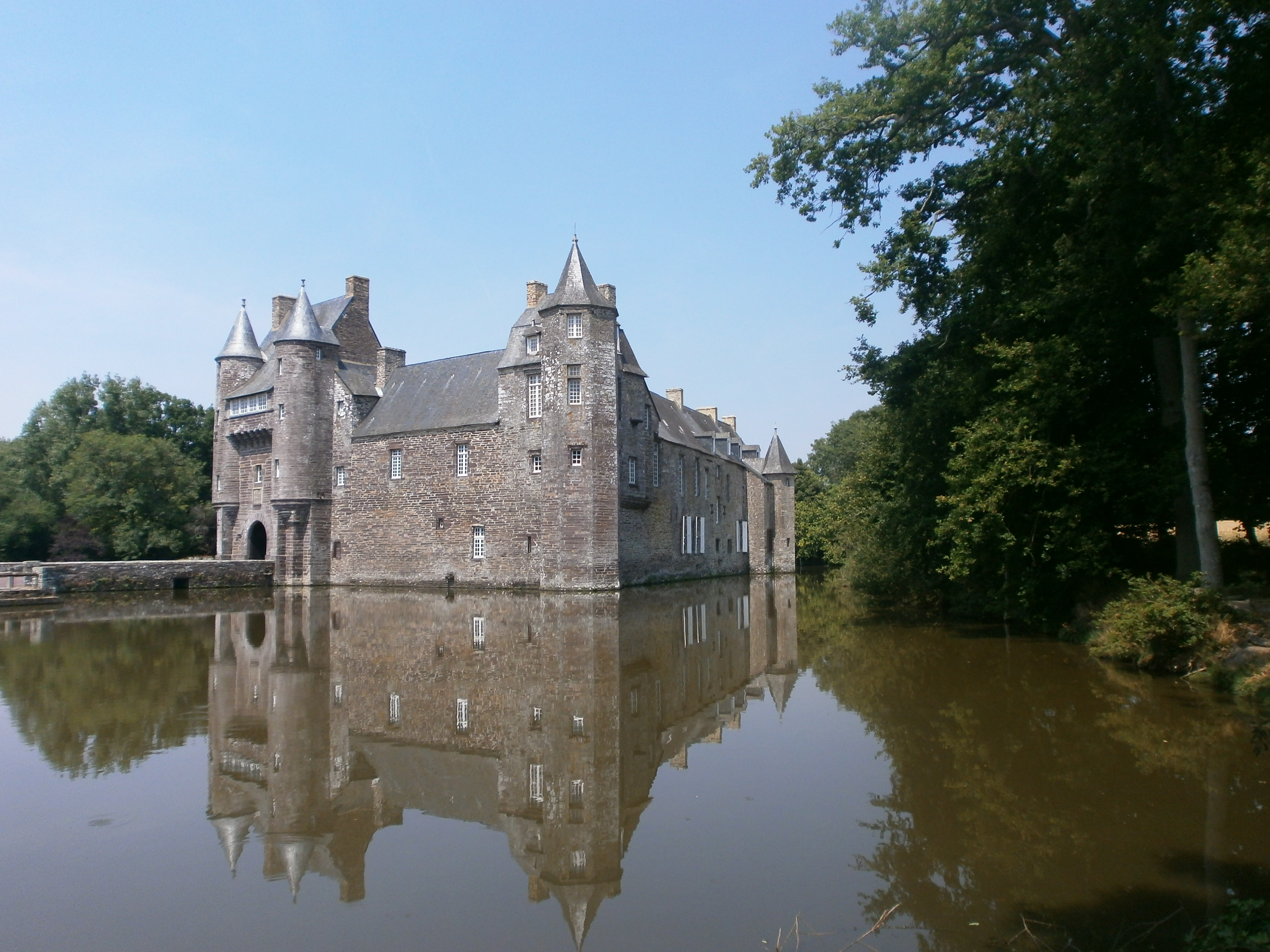
L'étang et le château de Trécesson.

La commune est située dans le bassin Loire-Bretagne. Elle est drainée par l'Aff, l'Oyon, le Saint-Malo, le Camet, le Moulin de Miny, le ruisseau de la Vallée de Saint-coutumier, le ruisseau de l'Étang du vobulo, le Guécuault, le Pont Gasnier, le Pont Jouan, le ruisseau de Comboulot, le ruisseau de la Grève, le ruisseau de la Touche-Larcher, le ruisseau du Moulinet, le Saint Jean et divers autres petits cours d'eau,.
L'Aff, d'une longueur de 67 km, prend sa source dans la commune de Paimpont et se jette dans l'Oust à Saint-Vincent-sur-Oust, après avoir traversé 17 communes. 
L'Oyon, d'une longueur de 32 km, prend sa source dans la commune et se jette dans l'Aff à Guer, après avoir traversé cinq communes. 
Le Saint-Malo, d'une longueur de 10 km, prend sa source dans la commune et se jette dans le Blavet à Saint-Malo-de-Beignon, après avoir traversé quatre communes. 
Un plan d'eau complète le réseau hydrographique : le Vieil étang (6,39 ha),.

### Climat
Pour des articles plus généraux, voir Climat de la Bretagne et Climat du Morbihan.
En 2010, le climat de la commune est de type climat océanique franc, selon une étude du CNRS s'appuyant sur une série de données couvrant la période 1971-2000. En 2020, Météo-France publie une typologie des climats de la France métropolitaine dans laquelle la commune est exposée à un climat océanique et est dans la région climatique Bretagne orientale et méridionale, Pays nantais, Vendée, caractérisée par une faible pluviométrie en été et une bonne insolation. Parallèlement l'observatoire de l'environnement en Bretagne publie en 2020 un zonage climatique de la région Bretagne, s'appuyant sur des données de Météo-France de 2009. La commune est, selon ce zonage, dans la zone « Intérieur Est », avec des hivers frais, des étés chauds et des pluies modérées.
Pour la période 1971-2000, la température annuelle moyenne est de 11,4 °C, avec une amplitude thermique annuelle de 12,6 °C. Le cumul annuel moyen de précipitations est de 789 mm, avec 12,9 jours de précipitations en janvier et 6,8 jours en juillet. Pour la période 1991-2020, la température moyenne annuelle observée sur la station météorologique la plus proche, située sur la commune de Ploërmel à 8 km à vol d'oiseau, est de 12,0 °C et le cumul annuel moyen de précipitations est de 767,2 mm,. Pour l'avenir, les paramètres climatiques de la commune estimés pour 2050 selon différents scénarios d'émission de gaz à effet de serre sont consultables sur un site dédié publié par Météo-France en novembre 2022.

### Paysages et habitat
Le paysage agraire traditionnel est celui du bocage avec un habitat dispersé en de nombreux écarts formés de hameaux (appelés localement « villages ») et fermes isolées, du moins dans les parties les plus basses de la commune ; sa partie orientale, plus élevée, présente un paysage de landes, bois, friches et broussailles, accentué depuis son inclusion dans le périmètre du camp de Coëtquidan au sein duquel les anciens écarts ont disparu en raison des servitudes militaires.

### Transports
La RN 24, voie express de Rennes à Lorient via Ploërmel, longe la limite sud de la commune, laquelle est desservie par l'échangeur de Linvo, via la D134 (route départementale qui, côté sud, vient d'Augan, et, côté nord, va vers Néant-sur-Yvel, après avoir traversé le bourg de Campénéac).
La D724, axe routier venant, côté est, de Beignon et qui, après avoir traversé le bourg de Campénéac, se dirige côté ouest vers Ploërmel, via Gourhel, est l'ancien tracé de la RN 24, soumis à de nombreuses servitudes militaires et interruptions de trafic, en raison de sa traversée du camp de Coëtquidan.

## Urbanisme

### Typologie
Au 1er janvier 2024, Campénéac est catégorisée commune rurale à habitat très dispersé, selon la nouvelle grille communale de densité à sept niveaux définie par l'Insee en 2022. Elle est située hors unité urbaine. Par ailleurs la commune fait partie de l'aire d'attraction de Ploërmel, dont elle est une commune de la couronne,. Cette aire, qui regroupe 19 communes, est catégorisée dans les aires de moins de 50 000 habitants,.

### Occupation des sols

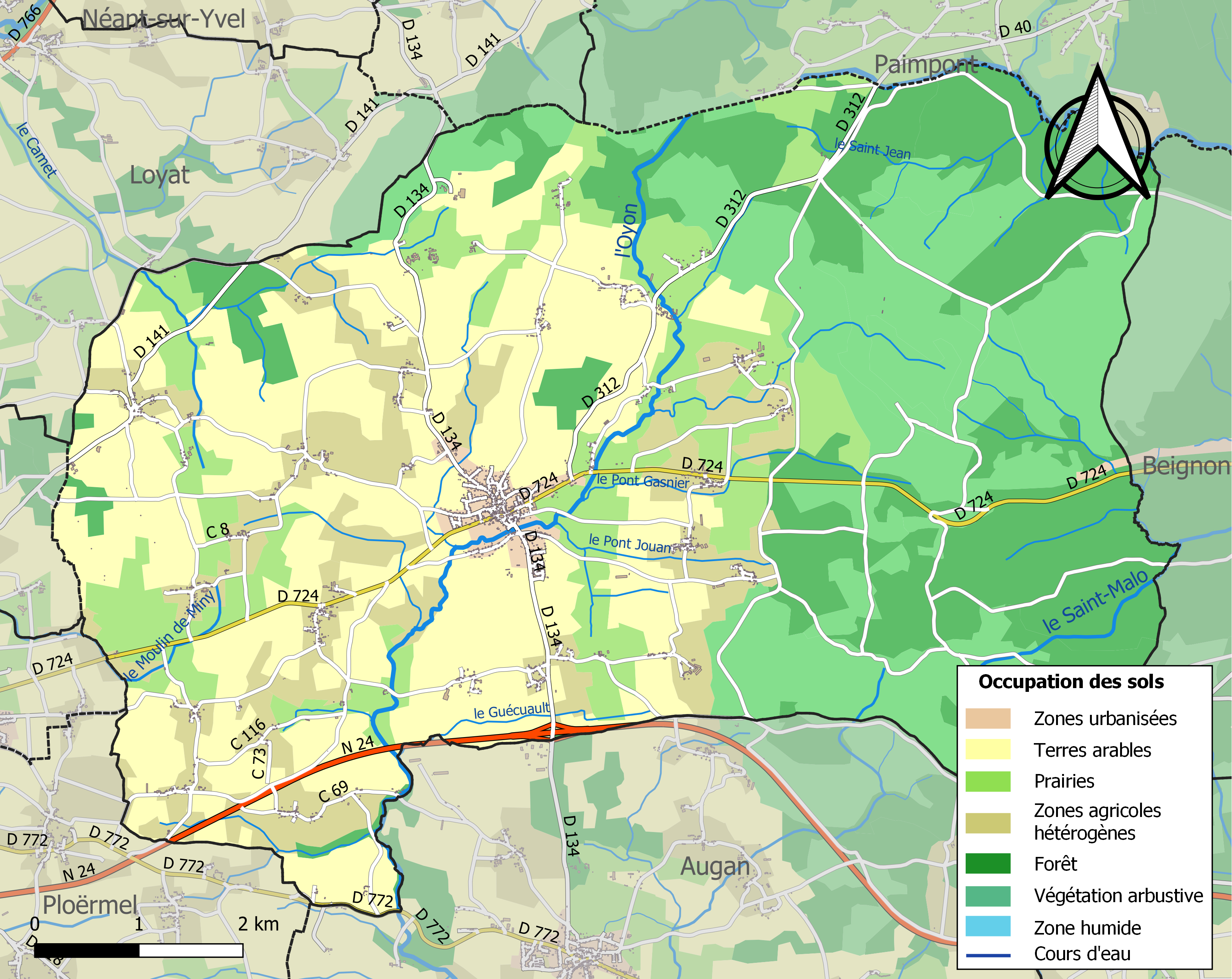
Carte des infrastructures et de l'occupation des sols de la commune en 2018 (CLC).

Le tableau ci-dessous présente l'occupation des sols de la commune en 2018, telle qu'elle ressort de la base de données européenne d’occupation biophysique des sols Corine Land Cover (CLC).
| Type d’occupation                                                                   | Pourcentage | Superficie (en hectares) |
| ----------------------------------------------------------------------------------- | ----------- | ------------------------ |
| Tissu urbain discontinu                                                             | 1,3 %       | 79                       |
| Zones industrielles ou commerciales et installations publiques                      | 0,1 %       | 4                        |
| Terres arables hors périmètres d'irrigation                                         | 29,7 %      | 1807                     |
| Prairies et autres surfaces toujours en herbe                                       | 13,2 %      | 805                      |
| Systèmes culturaux et parcellaires complexes                                        | 10,1 %      | 618                      |
| Surfaces essentiellement agricoles interrompues par des espaces naturels importants | 2,1 %       | 130                      |
| Forêts de feuillus                                                                  | 14,3 %      | 871                      |
| Forêts de conifères                                                                 | 1,3 %       | 77                       |
| Forêts mélangées                                                                    | 7,7 %       | 471                      |
| Pelouses et pâturages naturels                                                      | 5,1 %       | 313                      |
| Landes et broussailles                                                              | 13,1 %      | 800                      |
| Forêt et végétation arbustive en mutation                                           | 1,8 %       | 114                      |
| Source : Corine Land Cover                                                          |             |                          |

## Toponymie
Le nom de la localité est attesté sous la forme Kenpeniac en l'an 840, Kempeniac en 844, Campaniacum au XIe siècle, Quampeneac en 1398, Quempeneac en 1420, Campeneac en 1467, Guinpeneac en 1630.
Campénéac est issu d'une *Campaniacum, type toponymique formé avec le suffixe d'origine gauloise -acum.
Campenya en gallo.

## Histoire

### Préhistoire
Plusieurs sites mégalithiques existent ou ont existé dans la commune : l'allée couverte de Brambelay (détruite ; située dans le camp de Coëtquidan), le Tombeau du Géant (Tombeau des Géants) et les tumuli de la Butte de Tiot.

### Antiquité
Des camps romains auraient existé à proximité de la forêt de Brocéliande et Campénéac serait un fundus gallo-romain ; on a retrouvé de nombreux vestiges (briques, monnaies, etc.) de l'époque et le « Chemin des Blatiers », à la limite entre Augan et Campénéac, est une ancienne voie romaine,[réf. à confirmer].

### Moyen Âge
Campénéac est considérée comme une paroisse primitive. Elle est citée comme paroisse dès le IXe siècle. À signaler aussi que le lieu-dit Bernéan ou Brenéen est connu sous les noms de Lis-Broniwin dès l'an 844, date à laquelle il fait l'objet d'une donation du machtiern Riwalt, qui y avait son manoir (qui était sa résidence principale) et sa cour de justice (nommée alors "lis").
La seigneurie du Bois de la Roche (à Néant-sur-Yvel) étendait sa juridiction sur les paroisses de Néant-sur-Yvel, Campénéac, Guilliers, Mauron, Saint-Brieuc-de-Mauron et Tréhorenteuc, dont les châtelains du Bois de la Roche étaient fondateurs et prééminenciers. Elle avait droit de haute justice, avec auditoire, prisons, cep et collier, fourches patibulaires à quatre piliers, four à ban et halles, de quintaine ou de soule, qui se couraient chaque année dans la grande cour du château et aux bourgs de Néant, de Saint-Brieuc-de-Mauron et de Tréhorenteuc.
Selon A. Marteville et P. Varin, à Campénéac en 1432 vivaient 23 nobles, 154 contribuants, 18 métayers, 3 mendiants et 1 sergent.

### Temps modernes
La paroisse de Campénéac dépendait autrefois du diocèse de Saint-Malo. Campénéac est connue à la cour de Louis XIV, grâce à la chanson des Gars de Campénéac composée en 1585[réf. souhaitée].
Le prieuré de Saint-Laurent-de-Coëtlan, situé à environ 3 km à l'ouest du bourg de Campénéac, était une annexe du prieuré Saint-Barthélemy-du-Bois (en Guilliers), qui lui-même dépendait de l’abbaye Notre-Dame de Paimpont ; son existence est attestée en 1579, mais il devait exister bien avant. En 1629 la famille de Quelen en est propriétaire. La chapelle Saint-Laurent est construite en 1686 : c'est une des six frairies de Campénéac au XVIIIe siècle.
Campénéac est le lieu de naissance d'Armelle Nicolas (1606-1671), dite la bonne Armelle, servante dont la piété, la charité et les extases mystiques suscitèrent un culte qui perdura en Bretagne jusqu'au début du XXe siècle au moins.

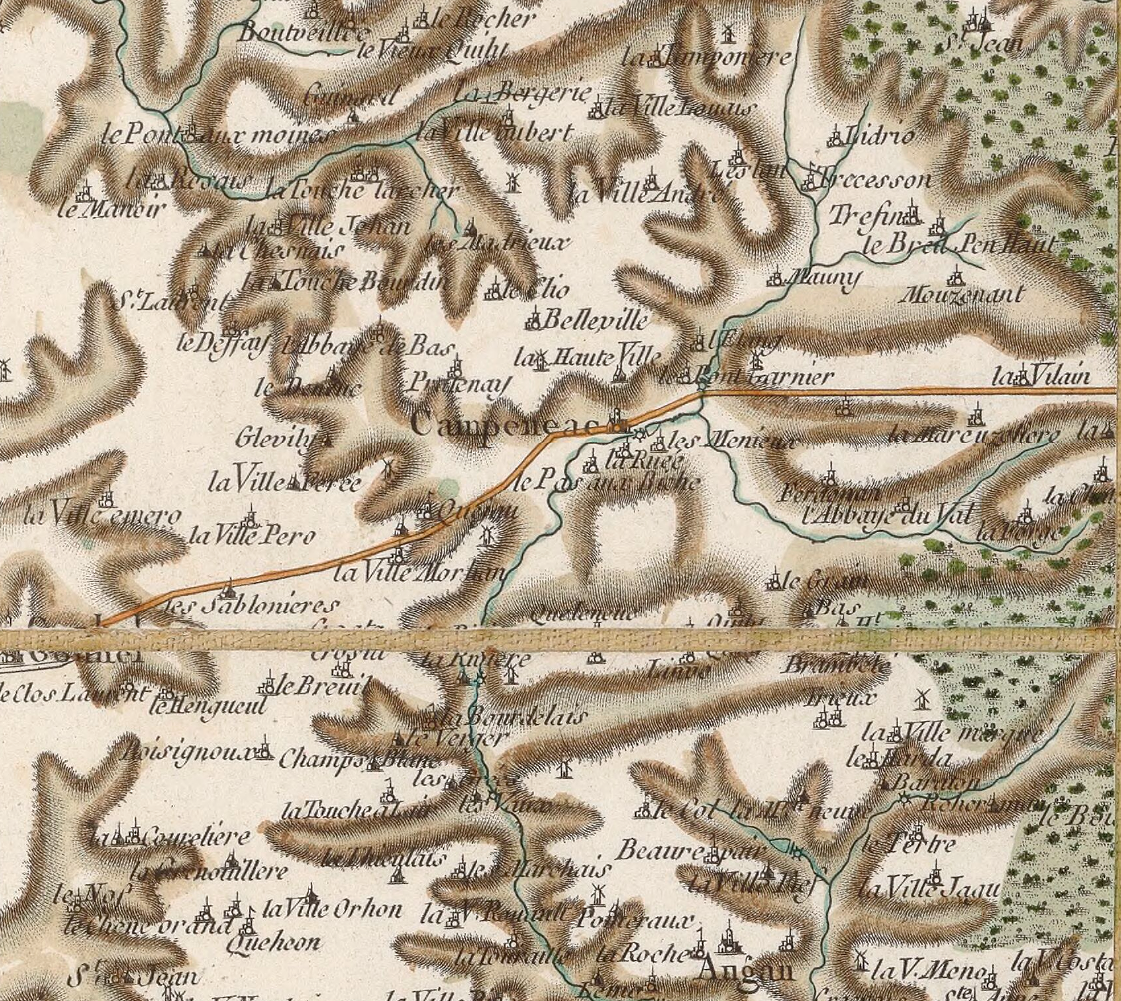
Carte de Cassini de la paroisse de Campénéac et de ses environs (1785).

Jean-Baptiste Ogée décrit ainsi Campénéac en 1778 :

« Campénéac ; sur la route de Rennes à Ploërmel ; à 16 lieues trois quarts de Saint-Malo, son évêché; à 10 lieues de Rennes et à 1 lieue trois quarts de Ploërmel, sa subdélégation et son ressort. La cure est à l'alternative : on y compte 2 400 communiants. Le Roi y possède plusieurs fiefs [faux, selon A. Marteville et P. Varin]. Son territoire renferme beaucoup de landes, des bois dont le plus considérable est celui de Brenchan, d'une lieue de circonférence [moins, selon A. Marteville et P. Varin], et des terres en labeur [labour], de bonne qualité, qui produisent du froment et autres grains : les prairies y font en petit nombre. »

### Révolution française
Campénéac est érigée en commune en 1790 et en chef-lieu de canton. En 1802, après le Concordat, Campénéac passe dans l'évêché de Vannes.
L. Le Foul, recteur de Campénéac, fait partie des signataires d'un texte publié le 12 janvier 1791 par le journal L'Ami du roi annonçant l'opposition des signataires à la Constitution civile du clergé.
Jacques Defermon, député à la Convention nationale, proscrit comme girondin, se cacha pendant quelque temps dans la commune au château de Trécesson.
Nicolas Bourelle de Sivry, alors propriétaire du château de Trécesson qu'il a acheté le 13 février 1793, acheta aussi le manoir de Bernéan (en Guer) et le manoir et domaine de la Châtaigneraie (en Campénéac). Accusé d'intelligence avec les Chouans, il est arrêté le 20 janvier 1796 par des membres de la Garde nationale de Beauvais (en Paimpont) et emprisonné pendant environ 6 mois avant d'être acquitté. Il meurt le 4 décembre 1808 et est inhumé dans la chapelle Saint-Jean de Campénéac qu'il avait achetée en 1793.

### Le XIXe siècle
Joseph-Golven Tuault de La Bouverie, qui habitait alors le château de Quejeau en Campénéac, conseiller d'arrondissement, est nommé en 1803 membre du Corps législatif pour le Morbihan. Il s'était marié le 7 août 1769 à Campénéac, au château de Quéjeau, avec Françoise-Perrine Abillan (1752 - 1784), dame de Quéjeau
A. Marteville et P. Varin, continuateurs d'Ogée, décrivent ainsi Campénéac en 1843 :

« Campénéac : commune formée de l'ancienne paroisse de ce nom ; aujourd'hui succursale. (..) Principaux villages : le Fil, Gouvier, Mousenan, Tréfrain, Lélan, le Lidrio, Trécesson, le Cluyo, la Ville-André, les Villes-Ouais, Prétanet, Saint-Laurent, la Ville-Pérot, Pont-Garnier, la Ville-Morhan, le Breil-de-Bas, la Touche-Allaire, Quelneuc, Linoc, la Motte, Ferdonnant, la Baye d'enhaut, les Forges, la Châtaigneraie, Guillerien. Superficie totale : 6 059 hectares 35 ares, dont (..) terres labourables 1 948 ha, prés et pâturages 648 ha, bois 561 ha, vergers et jardins 131 ha, landes et incultes 2 615 ha, étangs 11 ha (..). Moulins à vent de Rohonan, de Pont-Garnier, de Ville-Aubert, de Grevily, de Kerjean, de la Rivière, de Raulo ; de la Rivière, à eau. La commune de Campénéac porte un nom fameux en Bretagne par la chanson du sire de Campénéac [chanson des "Gars de Campénéac"]. Le roi n'y possédait aucun fief. Le bois de Brénéhant est loin d'avoir la superficie que lui attribue Ogée. (..) La route royale n° 24, dite de Rennes à Lorient, traverse la commune de l'est à l'ouest. Il y a foire le 1er juin ; le lendemain si ce jour est férié. Géologie : schiste argileux. On parle le français [en fait le gallo]. »

En 1854 la commune de Campénéac, ainsi que de nombreuses communes des alentours, est ravagée par une épidémie de dysenterie. Une autre épidémie de dysenterie frappa Campénéac en octobre 1900.
On y parlait le gallo (on le parle encore un peu), une langue romane (à la différence du breton qui est une langue celtique), parlée en Haute-Bretagne.

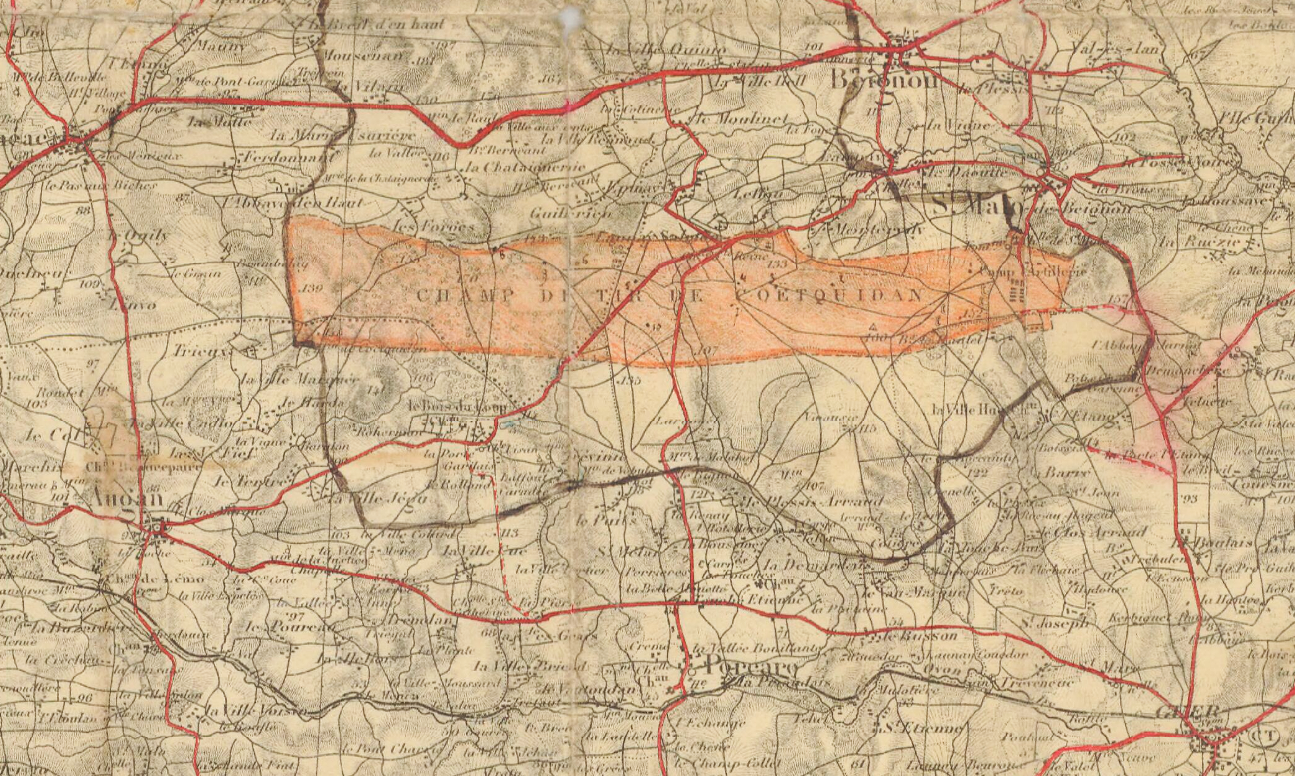
Carte du champ de tir de Coëtquidan lors de sa création (1878).

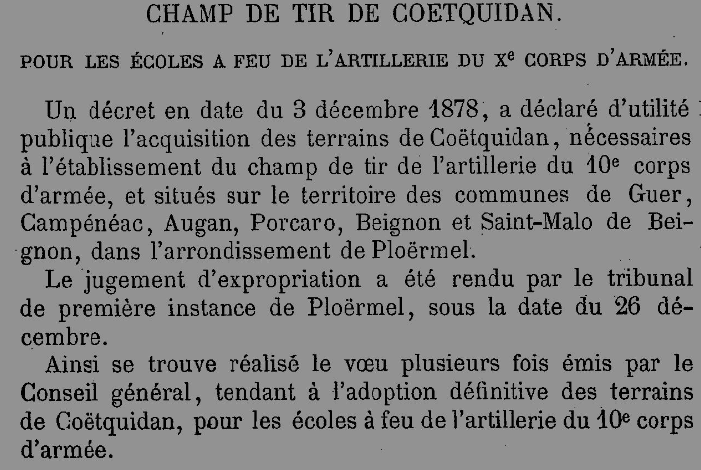
Création du champ de tir de Coëtquidan en 1878 (conseil général du Morbihan).

En 1874 une pétition déposée à l'Assemble nationale signée par des habitants de Campénéac et Ménéac demande « le rétablissement, dans le plus bref délai, de a royauté, en la personne d'Henri V, héritier légitime de la couronne de France ».
La création du champ de tir de Coëtquidan en 1878 empiète sur le territoire de la commune de Campénéac. Sa proximité par rapport à certains hameaux habités entraîna parfois des accidents : par exemple en 1889 l'explosion d'un obus non éclaté lors du tir et ramassé par des enfants du hameau de la Châtaigneraie fit deux victimes.
En juin 1882 les conseils municipaux de Campénéac, Monteneuf et Augan refusent toute subvention à la caisse des écoles et émettent le vœu suivant : « Le conseil municipal, faisant droit à la demande des habitants de la commune, réclame de la façon la plus absolue que l'enseignement religieux continue, comme par le passé, à être donné dans les écoles ».
L'école des garçons de Campénéac est laïcisée en 1887. En 1898, un incendie ravagea la maison et les classes de l'école des filles tenues par les Sœurs du Saint-Esprit. Les chrétiens de Campénéac se mobilisèrent pour construire rapidement un nouveau bâtiment. « Les petites filles recevront, comme par le passé, une instruction chrétienne, et les religieuses continueront à faire le bien au milieu de ce peuple qui les a en si haute estime » écrit le Bulletin des congrégations. En 1900, le refus du préfet du Morbihan de continuer à faire payer par l'État les traitements des deux religieuses institutrices, car elles n'étaient plus reconnues comme institutrices publiques (ce qui était le cas avant l'incendie depuis plus de 40 ans) en raison de la laïcisation de l'école, souleva des protestations dans la commune.

### Le XXe siècle

#### La Belle Époque
En 1907 le journal L'Ouest-Éclair déplore l'arriération des pratiques agricoles dans la région : « Que de landes encore, du côté de Campénéac par exemple, et comme les paysans sont routiniers par là. À Malestroit c'est pis encore ; de Saint-Marcel au Roc-Saint-André, par Sérent, de Réminiac à Monterrein, par Caro, comptez les terrains incultes, à peine plantés de maigres sapins. (..) Pourquoi alors ces progrès si lents qui paraissent nuls ? Pourquoi le sol de Sérent ou de Ménéac ne produiraient-ils pas aussi bien que celui de Bréhan ? Ces terrains sont trop maigres, dira-t-on. (..) La faute n'est pas à la terre, elle n'est pas plus au manque de bras, elle est au manque d'initiative, au manque d'influences compétentes ».
En 1910, trois religieuses de la Congrégation du Saint-Esprit vivant à Campénéac furent poursuivies pour « exercice illégal de la médecine » : depuis des décennies ces religieuses avaient l'habitude de soigner les malades.

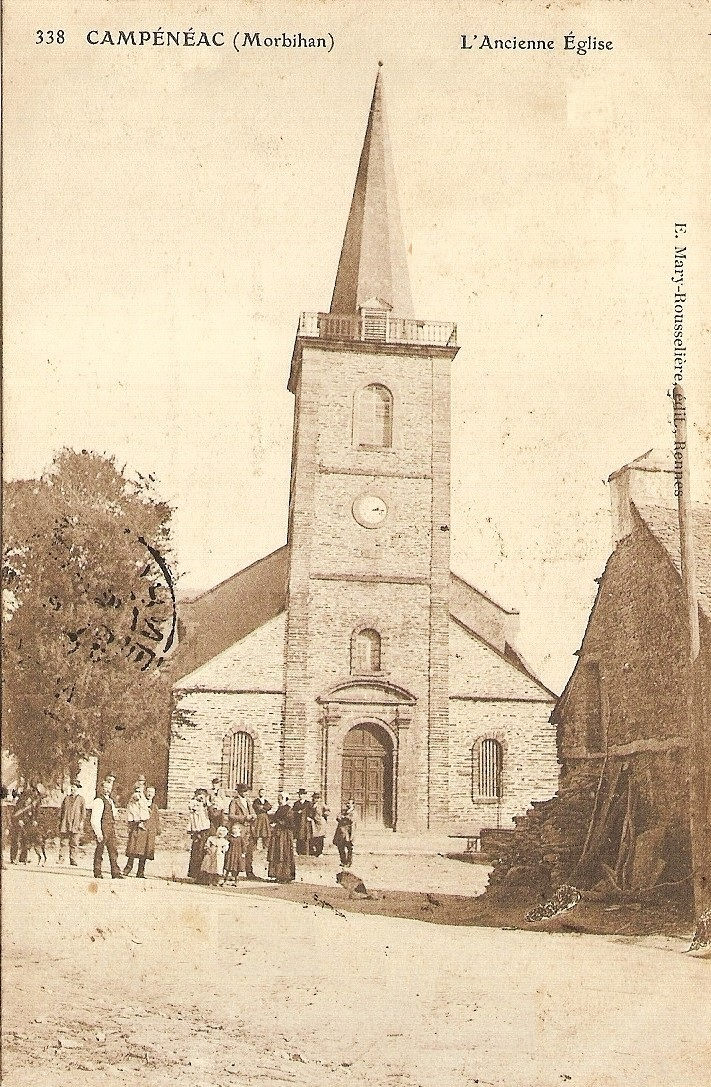
Campénéac ː l'église paroissiale au début du XXe siècle (carte postale).
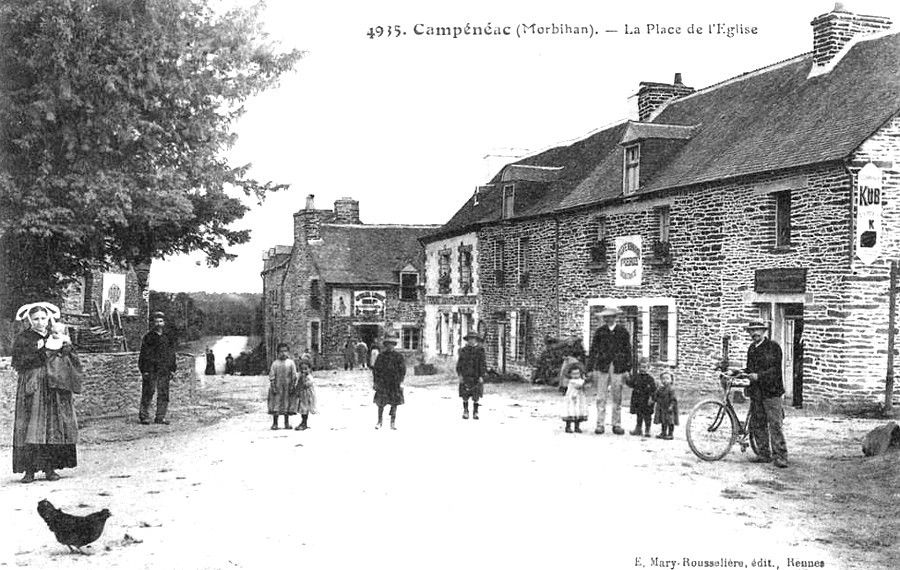
Campénéac ː la place de l'église au début du XXe siècle (carte postale).
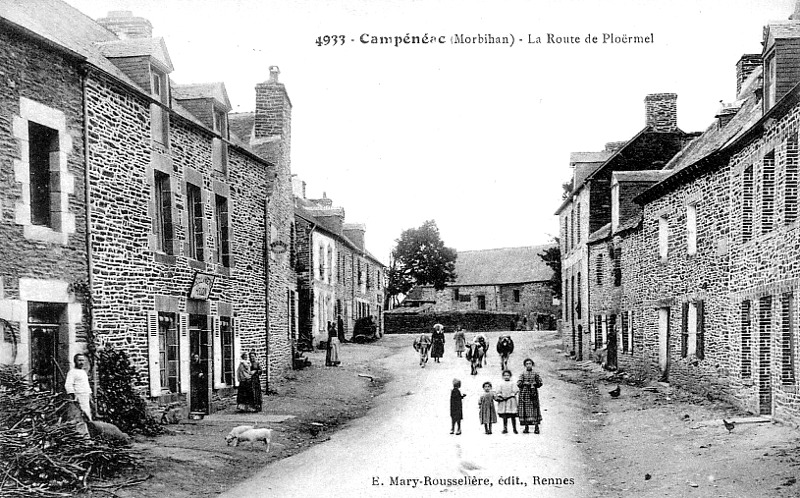
Campénéac ː l'entrée du bourg par la route de Ploërmel au début du XXe siècle (carte postale).
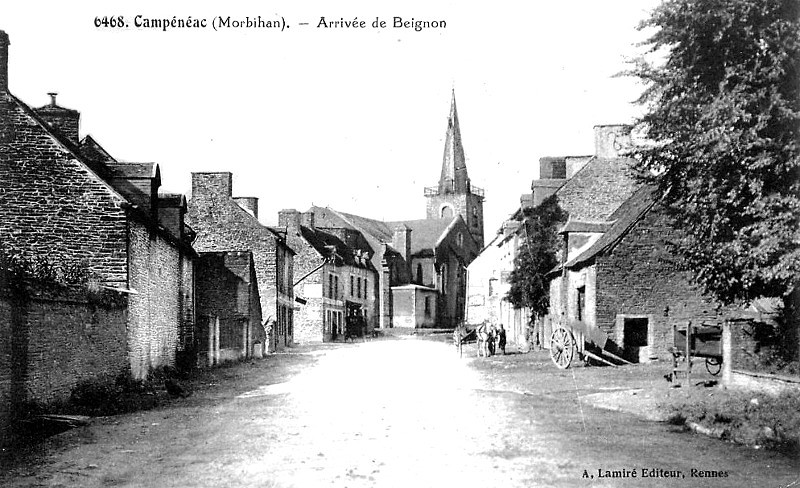
Campénéac ː l'entrée du bourg par la route de Beignon au début du XXe siècle (carte postale).
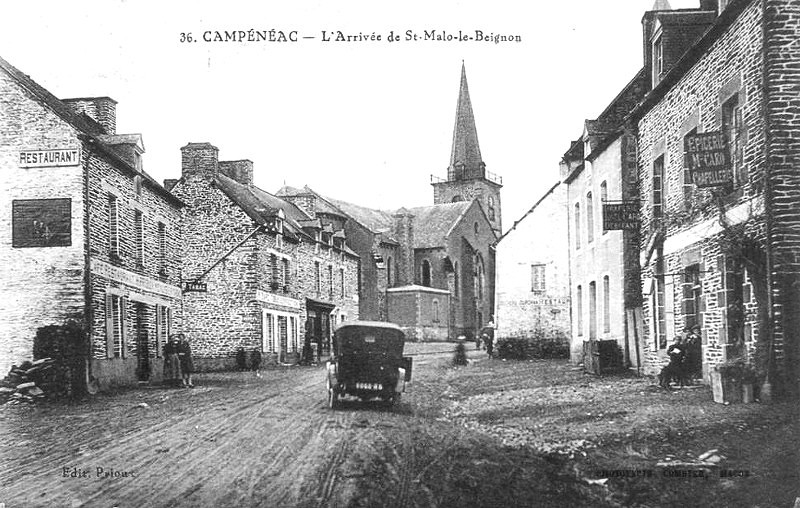
Campénéac ː l'entrée du bourg par la route de Saint-Malo-de-Beignon au début du XXe siècle (carte postale).

Les expropriations provoquées par l'extension du camp de Coëtquidan aux alentours de 1910-1912 provoquèrent un véritable traumatisme dans la région : 400 habitants et 2 000 hectares (en réalité 1 640 hectares) de terres furent expropriés à Beignon ; à Campénéac (30 % de la superficie de la commune), Augan et Porcaro près de 5 000 hectares ont été frappés d'expropriation. « Le château du Bois-du-Loup, valant 1 million [de francs] a été abattu à coups de canon (..) Les villages de Montervily, Le Faou, Launay-Salmon, Lépinay, La Ville-Quignon, La Ville-Lhèle sont tous dévastés. Les anciens propriétaires de ces maisons ont tiré le meilleur parti possible des boiseries, portes et fenêtres ; le génie qui a pris possession de toute cette contrée a emporté le reste : poutres, etc. (..) Plus loin, nous entrons dans la chapelle Saint-Mathurin, de style roman. Les portes sont brisées ; plus d'autel, plus un seul vitrail ; les dalles ont été enlevées (..). Il en est de même, paraît-il, des chapelles de Saint-Méen et de Sainte-Reine, où tous les ans, jadis, les foules venaient en pèlerinage ». En octobre 1914, de faux bruits accusèrent à tort des prisonniers de guerre allemands, hébergés à Saint-Malo-de-Beignon, d'être les auteurs de ces destructions.
La chapelle Saint-Gicquel de Gouvier (signalée comme déjà détruite en 1891 par Joseph-Marie Le Mené) et le village de Gouvier font aussi partie de la nouvelle emprise du camp de Coëtquidan.
En 1912, « les cultivateurs de Porcaro, Augan, Campénéac, Guer, Saint-Malo-de-Beignon demandèrent l'autorisation de faire paître leurs bestiaux sur les landes expropriées pour l'extension du camp de Coëtquidan, et de continuer à faire usage des mares, pièces d'eau et sources situées sur les terrains militaires récemment acquis pour y abreuver leurs bestiaux et pour leurs besoins domestiques ». Le ministre de la guerre fit répondre qu'« il y aurait de graves inconvénients à rapporter ces interdictions (..) sauf à titre exceptionnel ». Dès février 1914, une déviation de la route de Ploërmel à Rennes, qui traverse le camp et dont l'autorité militaire veut interdire l'accès, est envisagée, mais la guerre survint.

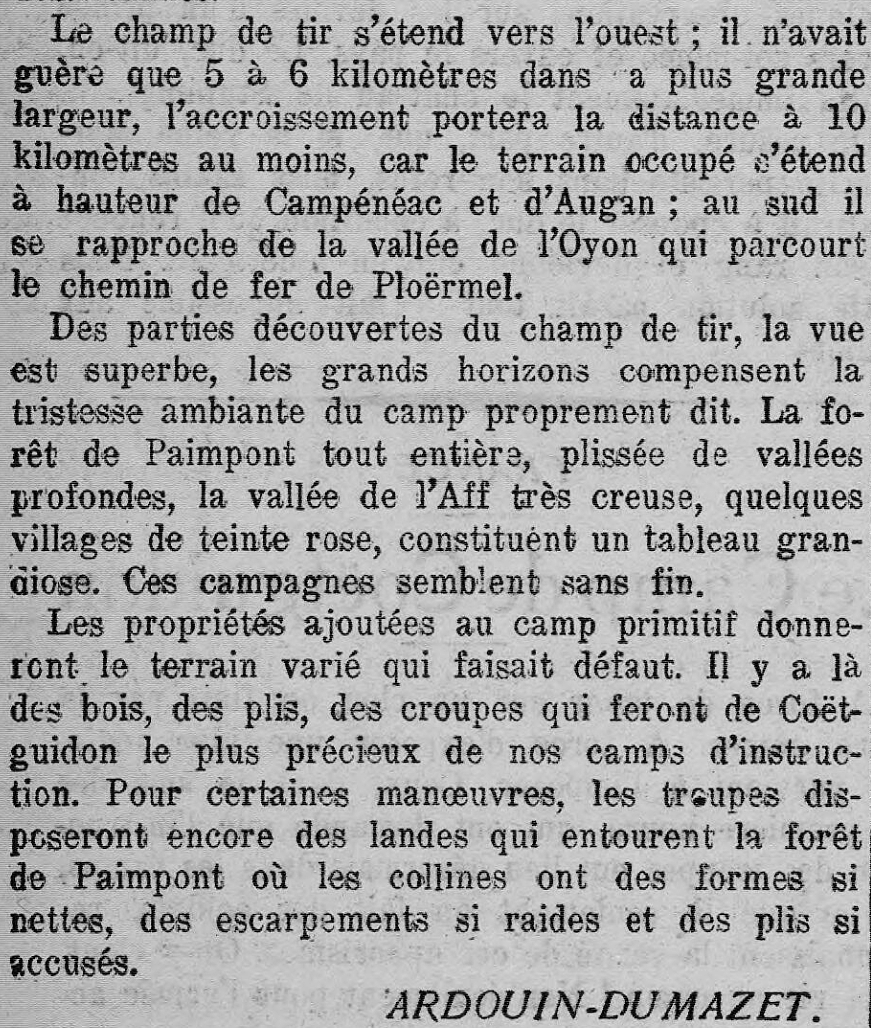
L'extension projetée du camp de Coëtquidan (Le Courrier de Metz, 1908).
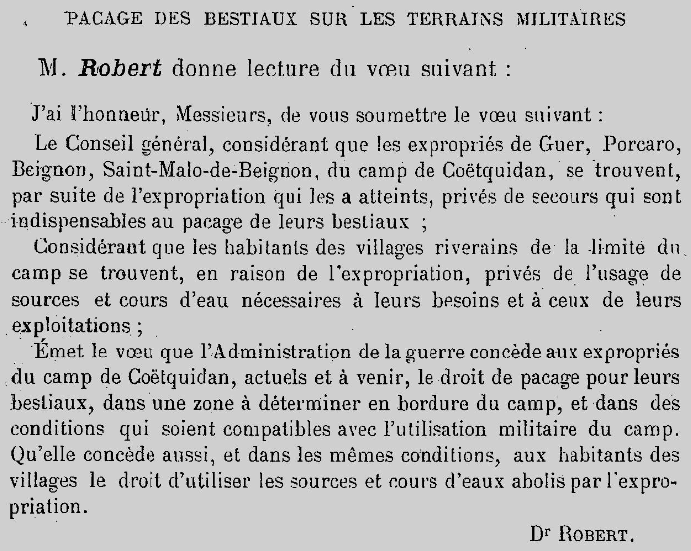
Vœu proposé et adopté par le Conseil général du Morbihan pour que les paysans obtiennent le droit de pacage et d'eau dans le camp de Coëtquidan (1912).
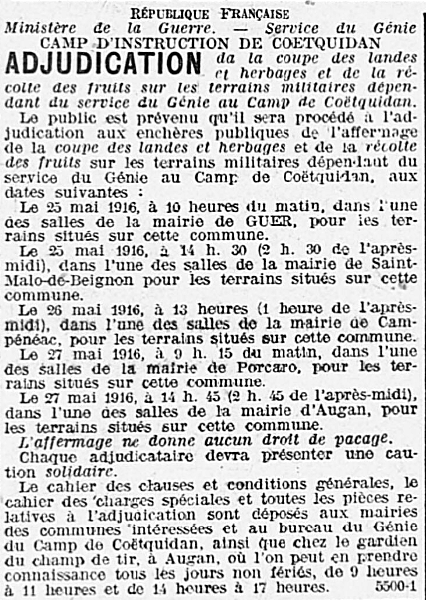
Camp de Coëtquidan ː adjudication annuelle de la coupe des landes et herbages (1916).

#### La Première Guerre mondiale
Le monument aux morts de Campénéac porte les noms de 91 soldats morts pour la France pendant la Première Guerre mondiale ; parmi eux 3 sont morts en Belgique (Pierre Rouaud, tué par l'ennemi dès le 22 août 1914 à Maissin ; Émile Doublet, tué par l'ennemi le 3 juillet 1915 à Ypres ; Eugène Gandon, tué par l'ennemi le 27 mai 1918 en Flandre occidentale). De plus, Jean Marie Doré est mort en mer le 4 octobre 1916 lors du naufrage du Gallia, Jean Pierre Doré et François Sentier sont morts des suites de leurs blessures alors qu'ils étaient prisonniers en Allemagne, Octave Deniaux est mort de maladie alors qu'il était lui aussi prisonnier en Allemagne et Julien Picard est mort pendant son retour de captivité le 8 juin 1919, donc plus de 7 mois après l'armistice alors qu'il était encore en Allemagne. Les autres sont morts sur le sol français (dont Victor Carric, Eugène Guillemot, Joseph Leray, Paul Morice, Baptiste Perret et François Rosé, tous les six décorés à la fois de la Médaille militaire et de la Croix de guerre).

#### L'Entre-deux-guerres
Le conseil municipal de Campénéac, alors présidé par le comte de Busnel décide le 16 février 1919 l'édification d'un monument aux morts, financé par la commune, des subventions du département et de l'État, ainsi que par deux souscriptions publiques. Sa réception définitive a lieu le 1er août 1923. Installé près de l'église, il a été déplacé en 1976 pour des raisons de sécurité lors des commémorations.
Une réunion organisée le 15 juin 1921, réunissant des autorités militaires, l'ingénieur des Ponts et Chaussées de Pontivy et les maires de Beignon, Saint-Malo-de-Beignon, Campénéac, Augan et Guer précisa les modalités d'interruption du trafic routier lors des séances de tir dans le camp de Coëtquidan, concernant notamment la route nationale 24 (dont le tracé d'alors passait par Campénéac et Plélan-le-Grand via Beignon et Trécesson) et les routes d'intérêt local « de viabilité médiocre [où] la circulation rurale est beaucoup plus importante que la circulation automobile » comme les axes Augan-Beignon et Porcaro-Beignon. En 1929, les élus locaux demandent une restriction des interdictions.

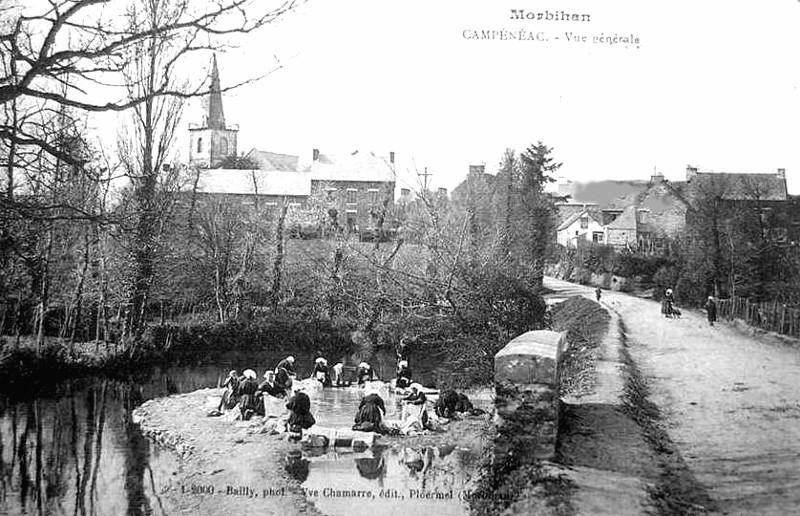
Campénéac ː vue générale et lavoir vers 1925 (carte postale).
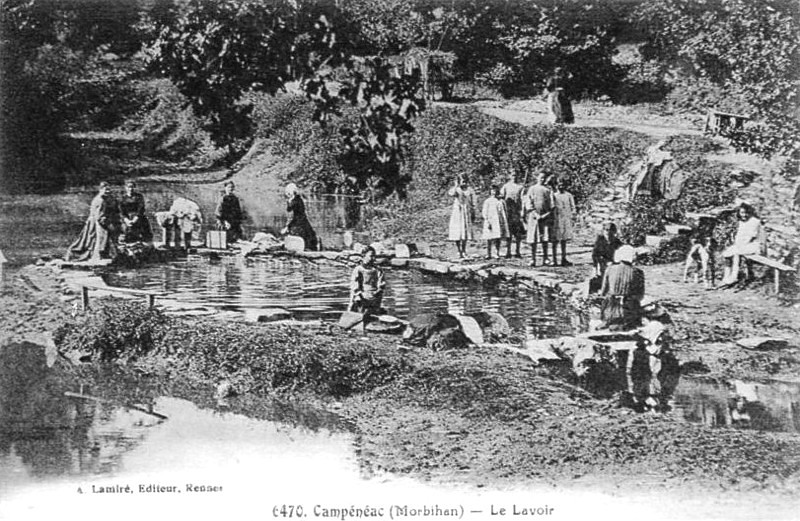
Campénéac ː le lavoir du bourg vers 1925 (carte postale).
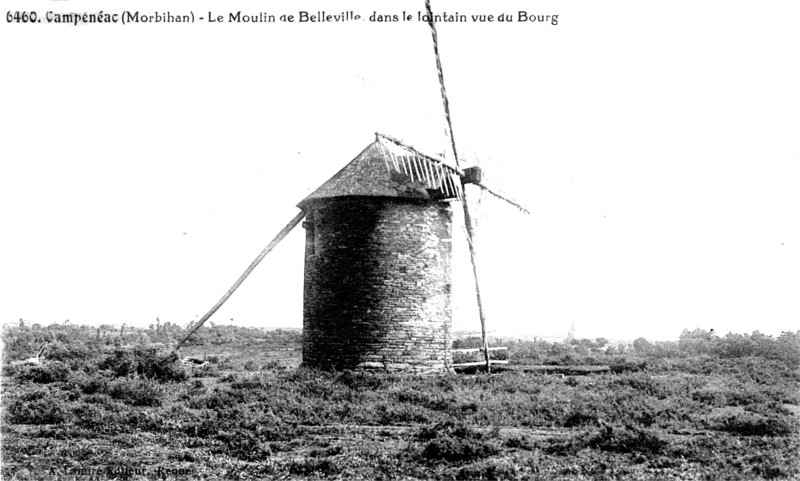
Campénéac ː le moulin à vent de Belleville vers 1925 (carte postale).
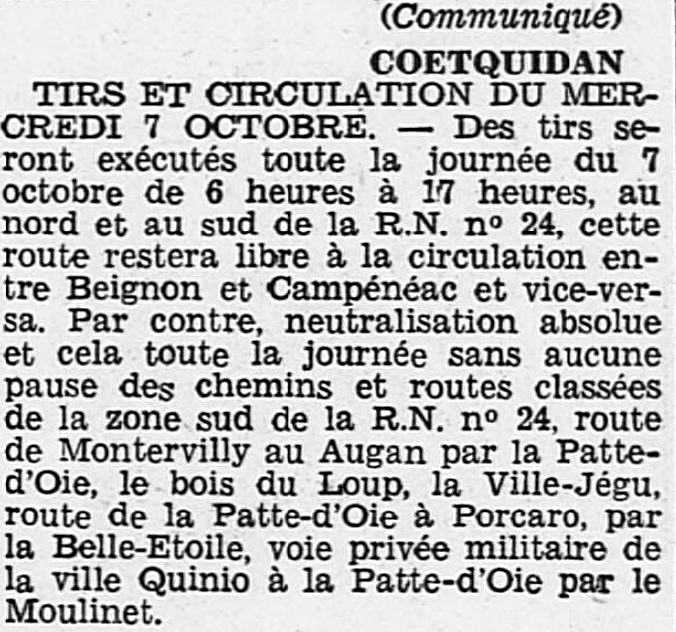
Communiqué annonçant la fermeture de routes lors d'une séance de tirs dans le camp de Coëtquidan (journal L'Ouest-Éclair du 7 octobre 1936).

En 1933, la Chambre de commerce de Ploërmel se plaint des « inconvénients que, pendant une bonne partie de l'année, les voyageurs et touristes éprouvent sur le parcours Rennes-Ploërmel, par suite du barrage de la route entre Beignon et Campénéac, barrage qui existe plus de cent jours par an ».
Des incendies étaient parfois provoqués par des tirs d'instruction ou des manœuvres militaires dans le camp de Coëtquidan : par exemple, en août 1926, 300 hectares de landes et de pâturages sont dévastés (le feu avait commencé au lieu-dit « La Grande Bosse » et, dépassant les limites du camp, atteignit les abords des villages de Breuil d'en Haut et Moussenant). D'autres incendies se produisent, par exemple en mai-juin 1918 (200 hectares incendiés sur les communes de Paimpont et Campénéac), en septembre-octobre 1921 (l'incendie dure plusieurs jours et oblige les habitants de Mousenant à évacuer leur village), en août 1937 (entre les villages de la Rivière et Quelneuc), etc.
Une fantaisie musicale, intitulée « Les cloches de Campénéac », composée par A. Giraud , était souvent jouée par les orchestres locaux à la fin du XIXe siècle et dans la première moitié du XXe siècle, y compris à Rennes et même à Paris.

#### La Seconde Guerre mondiale
Après la défaite française de 1940, l'armée allemande prit possession du camp de Coētquidan, y remplaçant l'armée polonaise qui l'occupait entre septembre 1939 et juin 1940. Pendant la deuxième moitié de 1943, l'armée allemande décide un agrandissement du camp de Coëtquidan qui concerne 2 300 hectares de forêt et 1 850 ha de terres labourables répartis dans les quatre communes de Paimpont, Augan, Campénéac et Beignon et provoque l'expulsion des habitants, les usages agricoles et forestiers pouvant être maintenus en dehors des périodes de tir. À Campénéac, 300 hectares et sept hameaux regroupant étaient concernés (Saint-Jean, Leslan, Trefrain, Mouzenant, La Motte, Ferdonnant et l'Abbaye d'en Haut), regroupant 143 foyers et 533 personnes ; mais, en raison de l'arrivée des troupes alliées, les personnes expulsées purent revenir dès août 1944.
Le monument aux morts de Campénéac porte les noms de 12 personnes mortes pour la France pendant la Seconde Guerre mondiale. Parmi eux, Clément Bretel, mort probablement lors du naufrage du Bourrasque le 30 mai 1940 près de Dunkerque, Eugène Boisbras, Henri de Rengervé, François Doré et Adrien Jouvance, morts lors de la Bataille de France au printemps 1940, Pierre Gandin, mort alors qu'il était prisonnier de guerre au stalag II B alors en Allemagne (mais dans la Pologne actuelle), Émile Launay, résistant, mort le 20 octobre 1944 au camp de concentration de Neuengamme, Eugène Brunel, résistant du S.O.E., groupe Buckmaster, mort en déportation le 3 mai 1945 à Ebensee am Traunsee (Autriche), Marie Chevillard, elle aussi résistante, morte au camp de concentration de Ravensbrück le 12 mai 1945.

#### L'après Seconde Guerre mondiale
Un soldat (Eugène Doré) originaire de Campénéac est mort pour la France lors de la Guerre d'Algérie.
En 1947, les moines de l'abbaye de Timadeuc achètent le château et le domaine, vaste d'une centaine d'hectares, de la Ville-Aubert. Séduits par le potentiel agricole du domaine, ils commencent à le défricher et le mettre en valeur, construisant aussi chapelle, cloître, porche, aumônerie, etc. En septembre 1953, une soixantaine de moniales cisterciennes s'y installent (quittant leur lieu d'installation antérieur, situé à Sainte-Anne-d'Auray) et l'abbaye prend le nom d'Abbaye de la Joie Notre-Dame, assurant une production agricole céréalière et la fabrication de biscuits et chocolats. En 2024, les sœurs ne sont plus que 18, en raison de la raréfaction des vocations religieuses.
Une réserve communale de sécurité civile, les « casquettes rouges » a été créée après les incendies de 1990 pour la protection du massif de Brocéliande par Paul Anselin, alors maire de Campénéac. Elle assemble des bénévoles de Campénéac, Concoret, Loyat, Néant-sur-Yvel, Paimpont et Tréhorenteuc.

### Le XXIe siècle
En août 2022, un incendie se déclare à Campénéac, dans la forêt de Brocéliande. Cet incendie d'origine criminelle détruit 400 ha de végétation, notamment au niveau du site mégalithique du tombeau du géant,.
Le projet d'implantation d'un parc éolien avec cinq mats est annoncé en 2021 au lieu-dit l'Abbaye d'en bas à Campénéac ; la municipalité et l'association « Vent debout » s'y opposent en 2022.
Des pistes cyclables, un cheminement piétonnier, des rampes d’accès pour les personnes à mobilité réduite, le tout conçu avec une logique d’amélioration de la vie quotidienne des habitants dans une démarche éco-citoyenne, ont été inaugurés en mars 2022.

## Blasonnement
|  | Les armoiries de Campénéac se blasonnent ainsi : De gueules à trois chevrons d’hermines. (Armes de la famille de Trécesson). |

## Politique et administration

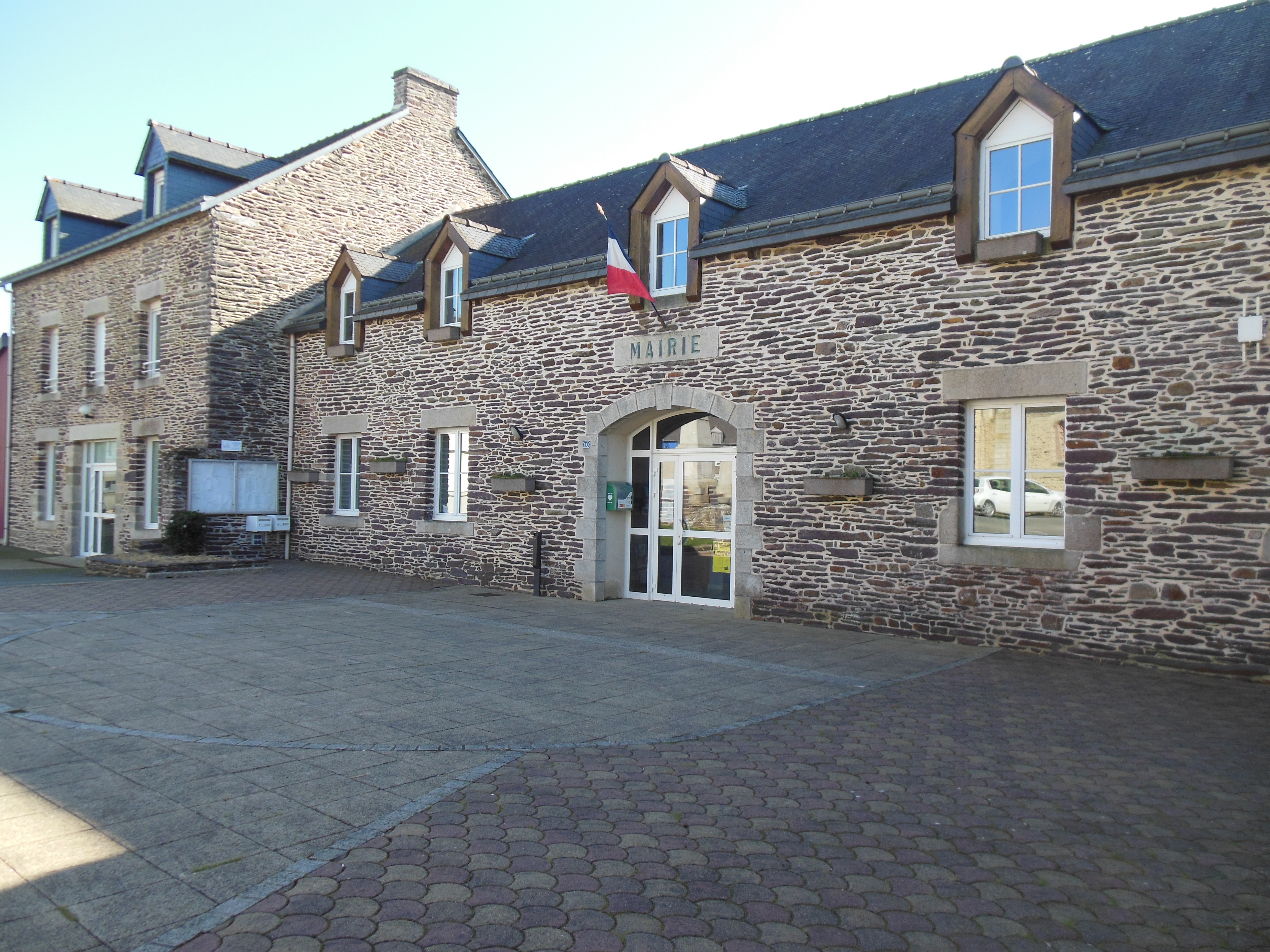
La mairie de Campénéac.

## Démographie
L'évolution du nombre d'habitants est connue à travers les recensements de la population effectués dans la commune depuis 1793. Pour les communes de moins de 10 000 habitants, une enquête de recensement portant sur toute la population est réalisée tous les cinq ans, les populations de référence des années intermédiaires étant quant à elles estimées par interpolation ou extrapolation. Pour la commune, le premier recensement exhaustif entrant dans le cadre du nouveau dispositif a été réalisé en 2008.

En 2022, la commune comptait 1 940 habitants, en évolution de +0,78 % par rapport à 2016 (Morbihan : +3,82 %, France hors Mayotte : +2,11 %).
| 1793  | 1800  | 1806  | 1821  | 1831  | 1836  | 1841  | 1846  | 1851  |
| ----- | ----- | ----- | ----- | ----- | ----- | ----- | ----- | ----- |
| 2 150 | 2 166 | 2 054 | 2 207 | 2 189 | 2 157 | 2 064 | 2 107 | 2 225 |

| 1856  | 1861  | 1866  | 1872  | 1876  | 1881  | 1886  | 1891  | 1896  |
| ----- | ----- | ----- | ----- | ----- | ----- | ----- | ----- | ----- |
| 2 314 | 2 303 | 2 279 | 2 030 | 2 070 | 2 109 | 2 177 | 2 240 | 2 249 |

| 1901  | 1906  | 1911  | 1921  | 1926  | 1931  | 1936  | 1946  | 1954  |
| ----- | ----- | ----- | ----- | ----- | ----- | ----- | ----- | ----- |
| 2 134 | 2 116 | 2 071 | 1 646 | 1 638 | 1 649 | 1 643 | 1 458 | 1 496 |

| 1962  | 1968  | 1975  | 1982  | 1990  | 1999  | 2006  | 2008  | 2013  |
| ----- | ----- | ----- | ----- | ----- | ----- | ----- | ----- | ----- |
| 1 446 | 1 399 | 1 356 | 1 305 | 1 406 | 1 464 | 1 659 | 1 714 | 1 917 |

| 2018  | 2022  | - | - | - | - | - | - | - |
| ----- | ----- | - | - | - | - | - | - | - |
| 1 881 | 1 940 | - | - | - | - | - | - | - |

## Sports

### Brocéliande Campénéac
« Brocéliande Campénéac » est le club de football de la commune fondé en 1949. Il se compose de deux équipes senior, une évoluant en District 2 et l'autre en District 4. Avec plus de 100 licenciés, la Brocéliande dispose d'un stade doté de deux terrains et des vestiaires récents. L'école de football est en entente avec les volontaires d'Augan et se développe d'année en année. Cette école possède des équipes de différents niveaux d'âge. Le club dispose d'un site internet.

## Lieux et monuments

### Monuments religieux
- Église de la Nativité-de-la-Très-Sainte-Vierge de Campénéac, dite aussi « Église paroissiale Notre-Dame » : sa construction a été achevée en 1851. De style néoroman en partie et de style néogothique pour le reste, elle est en forme de croix latine et son vaisseau est constitué de trois travées. Sa chaire à prêcher est supportée par un diable agenouillé[101]. Elle possède un patrimoine mobilier diversifié[102].

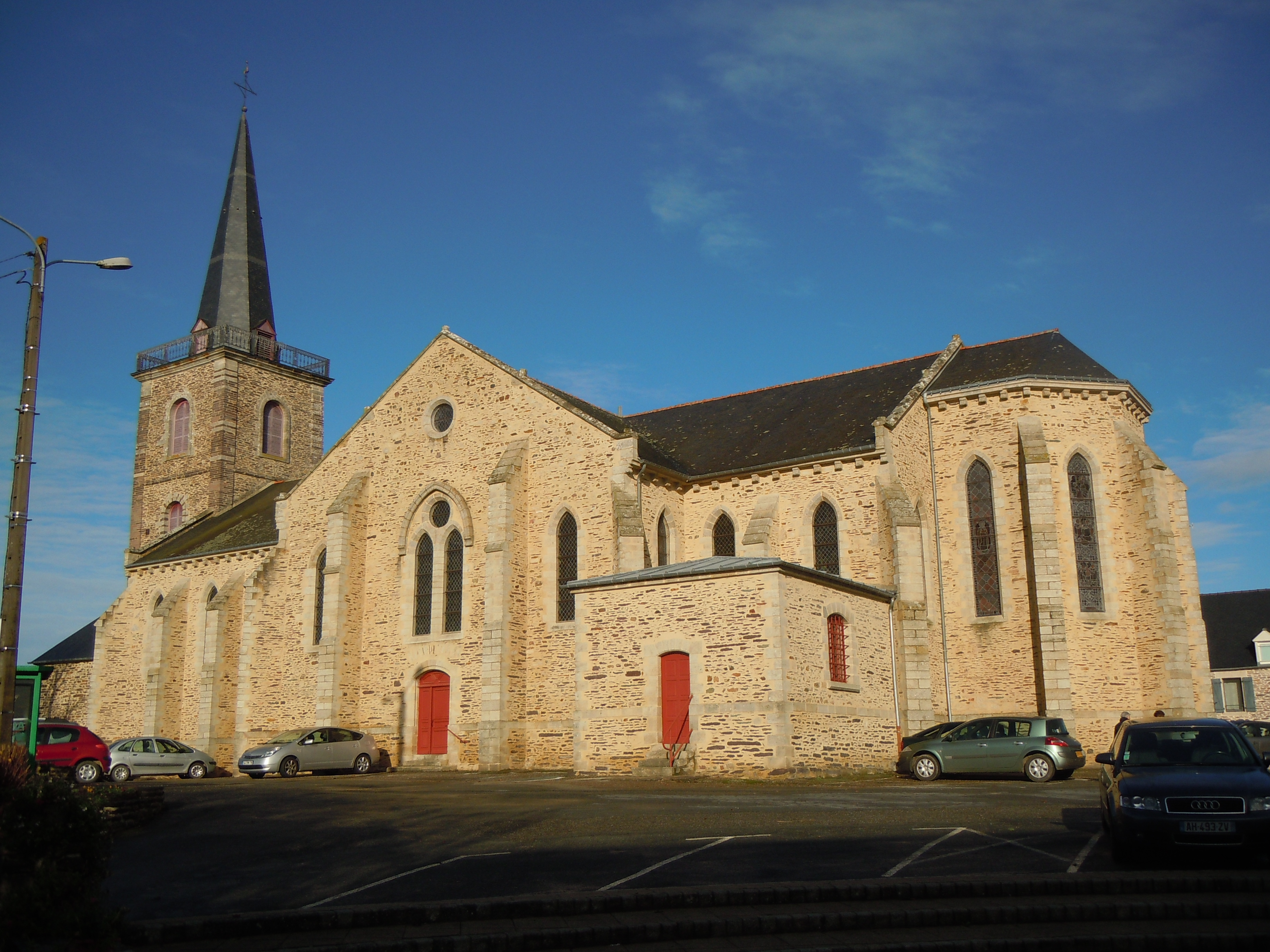
Église Notre-Dame : vue extérieure d'ensemble.
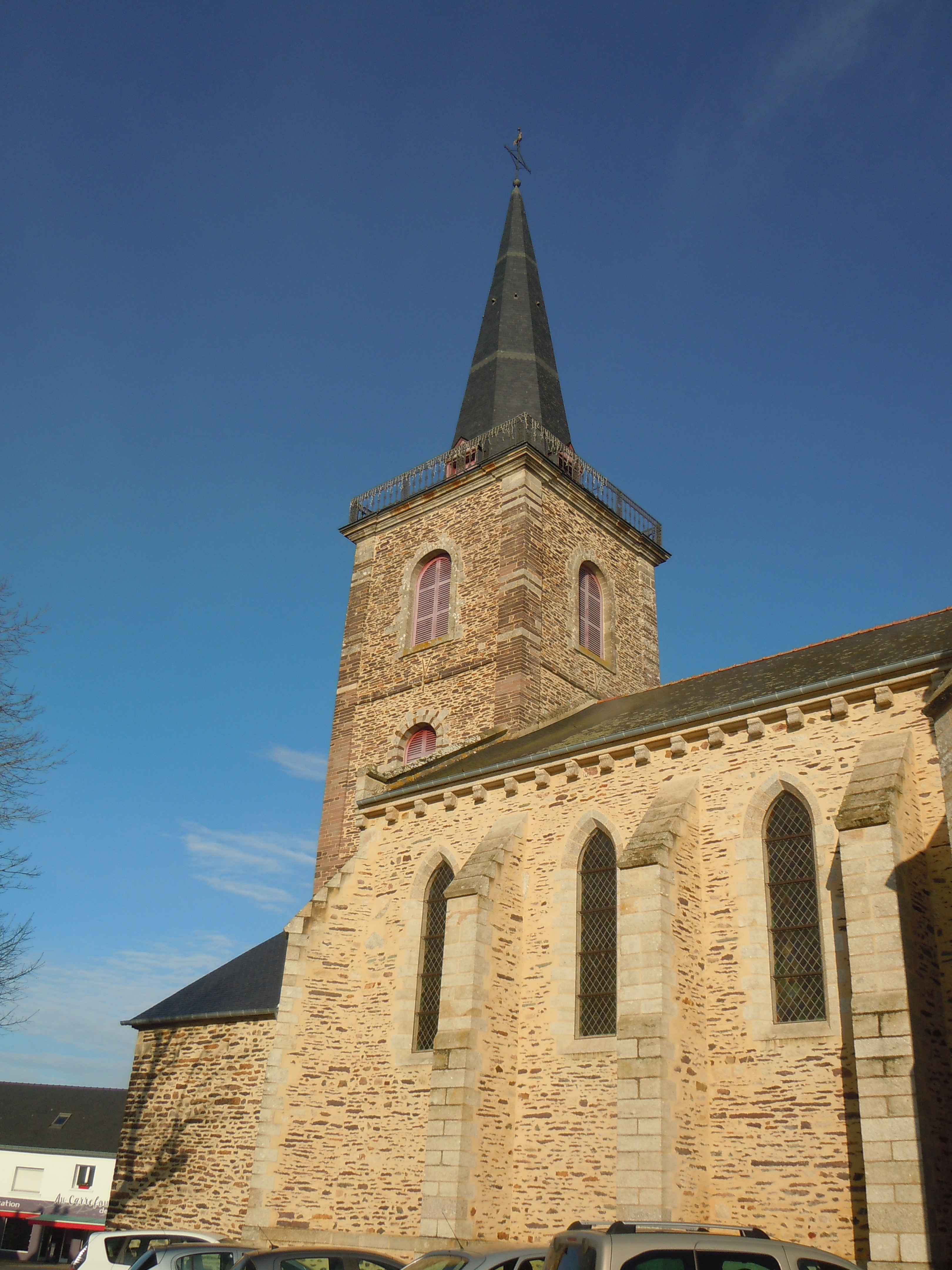
Église Notre-Dame : le clocher.
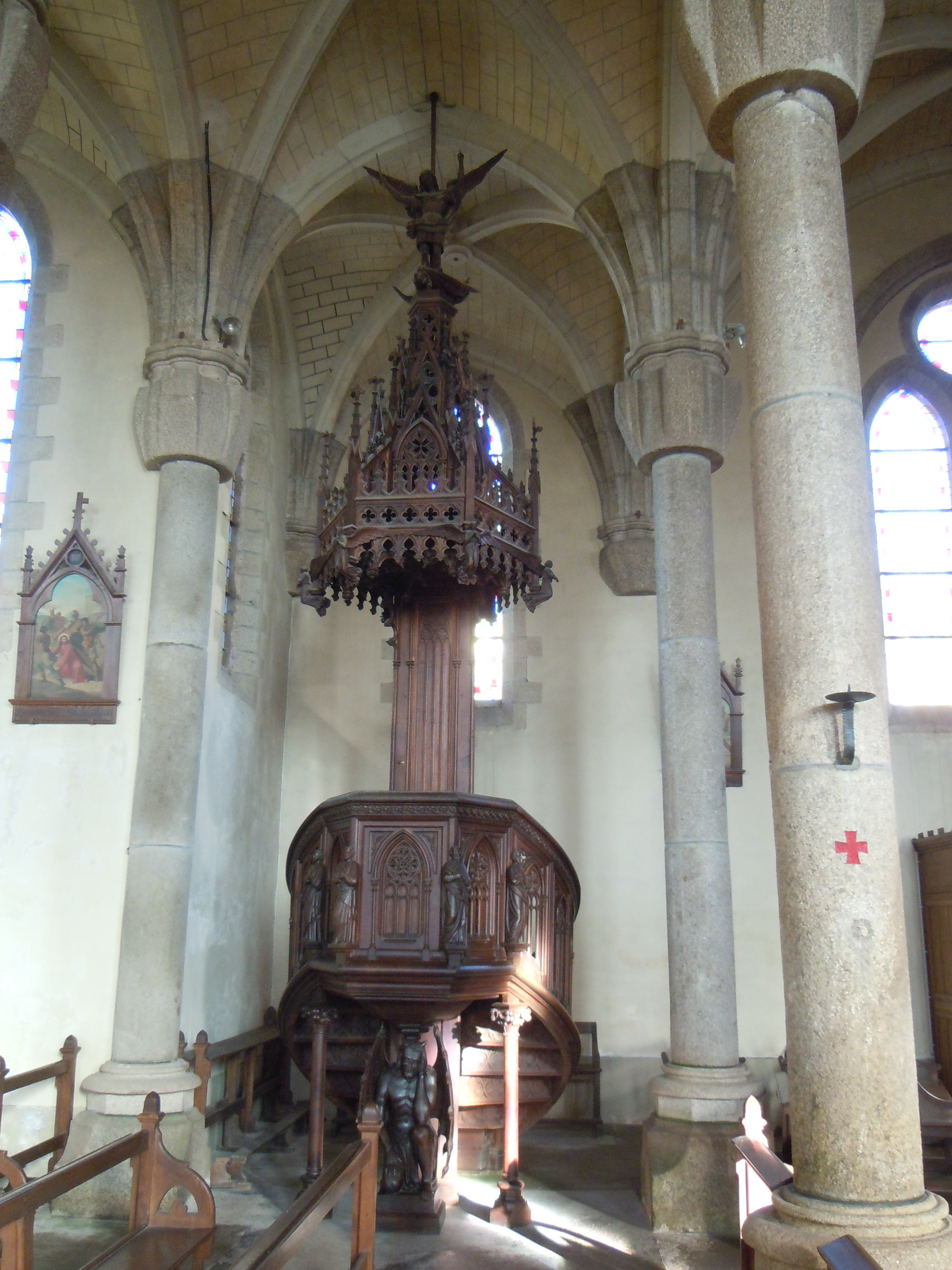
Église Notre-Dame : la chaire à prêcher.

- Abbaye de la Joie-Notre-Dame (ou Notre-Dame-de-la-Joie), fondée au XXe. Elle abrite une communauté de cisterciennes.

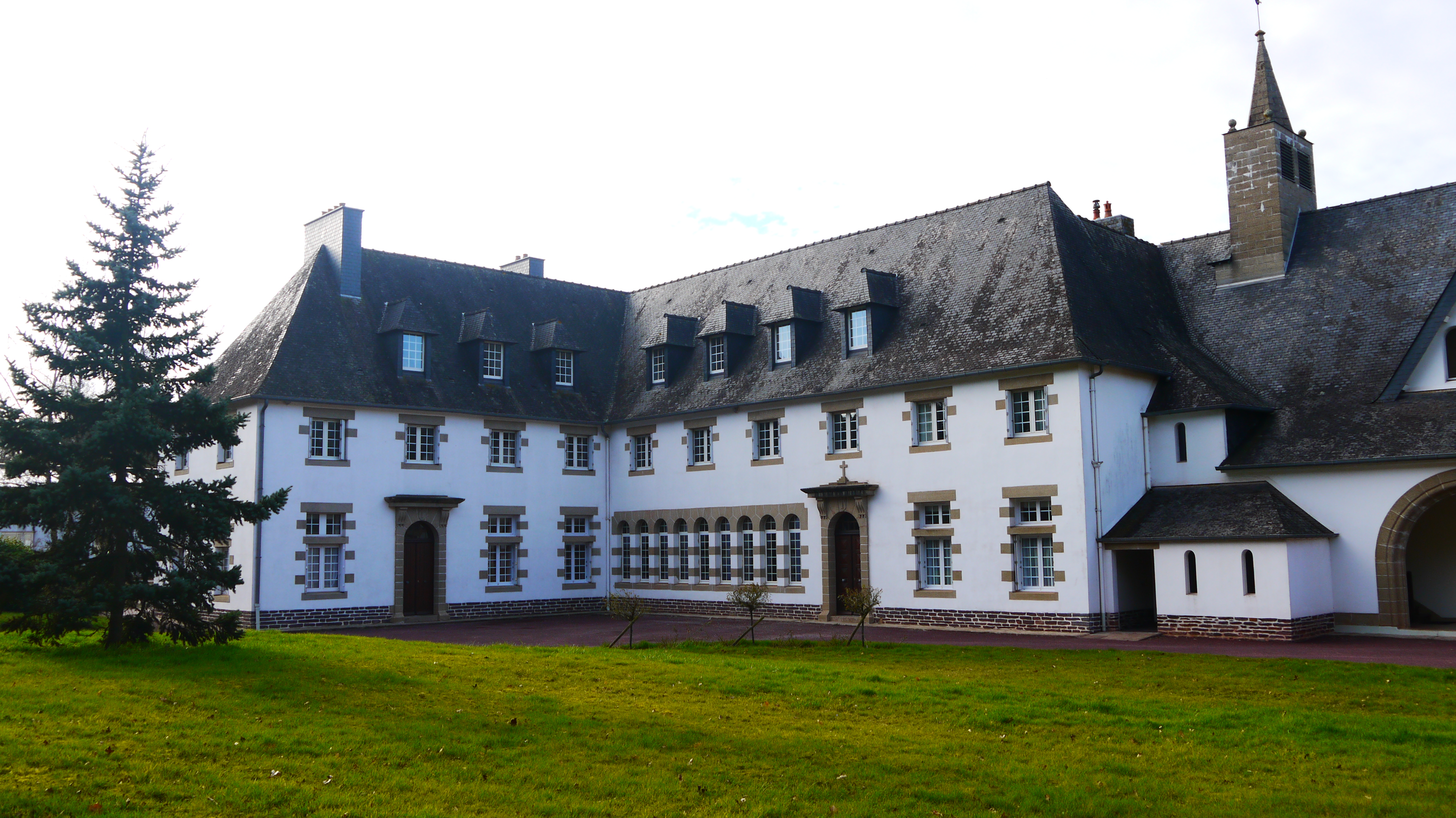
Abbaye La Joie-Notre-Dame : vue extérieure d'ensemble.
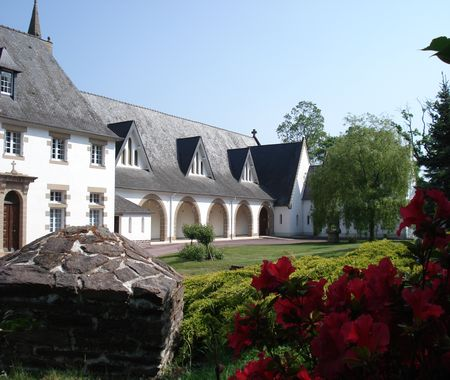
Abbaye La Joie-Notre-Dame : la chapelle.
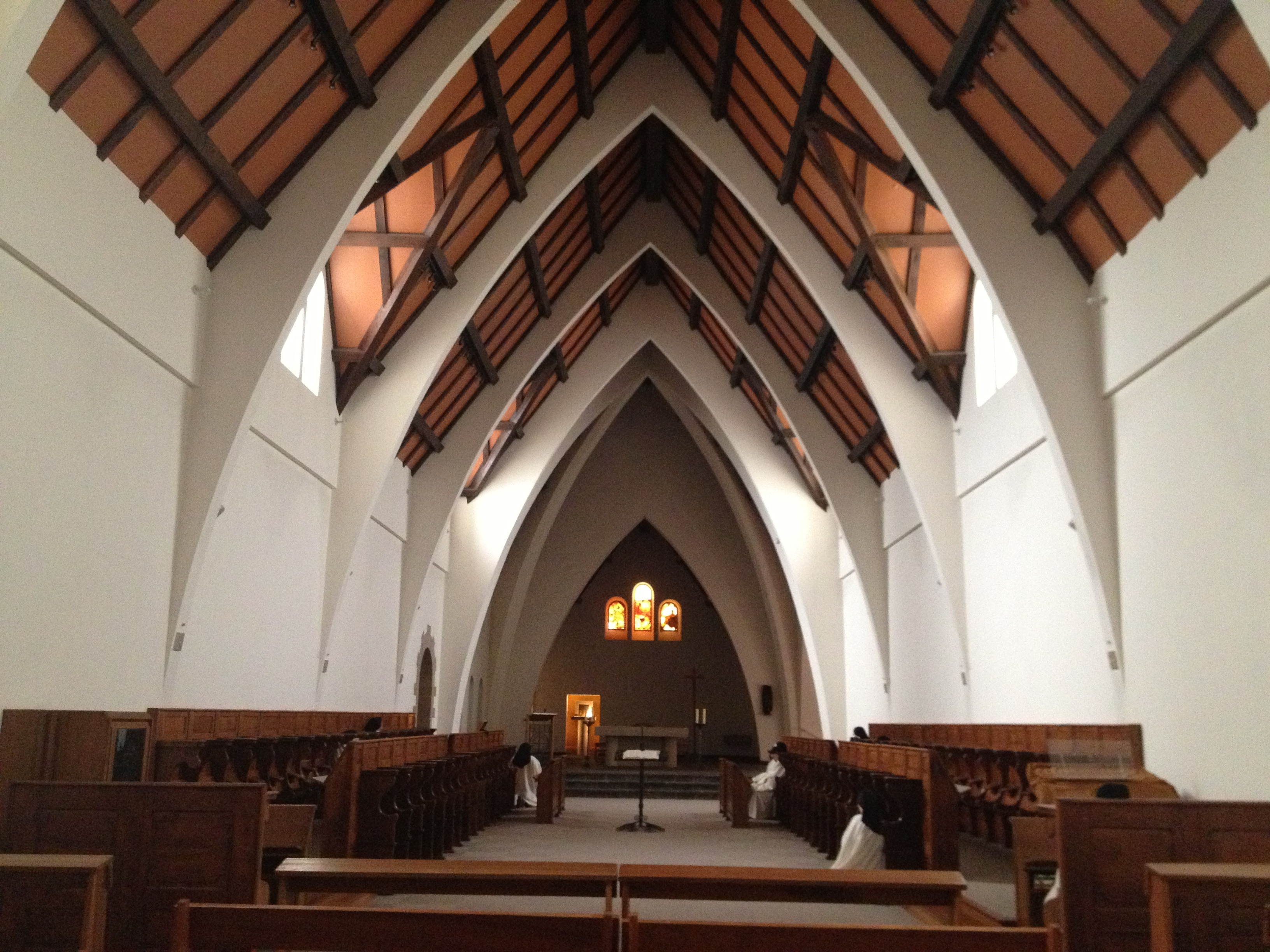
Abbaye La Joie-Notre-Dame : la chapelle (vue intérieure).

- Chapelle Saint-Jean de Campénéac : mentionnée pour le première fois en 1467, c'est une ancienne dépendance de l'abbaye Saint-Jacques de Montfort, édifiée à l'emplacement d'un ancien ermitage. Elle fut ensuite le propriété du seigneur de Trécesson, puis vendue comme bien national en 1793 à Nicolas Bourelle de Sivry. Elle sert de grange au XIXe siècle. Elle a été classée monument historique en 1946[103].

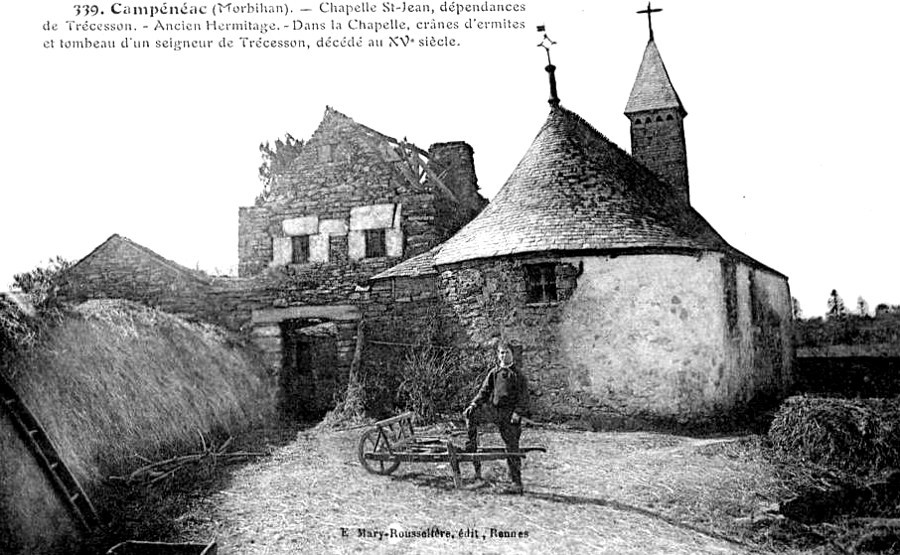
La chapelle Saint-Jean au début du XXe siècle (carte postale).
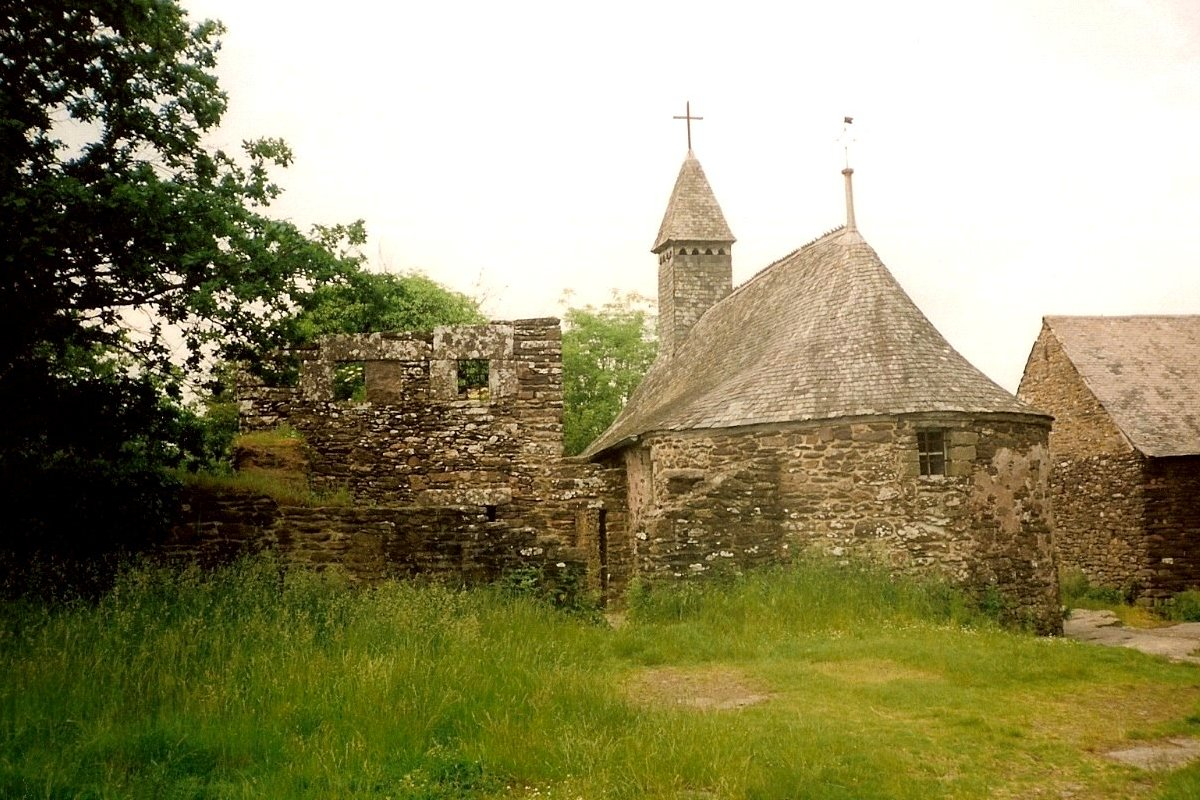
Chapelle Saint-Jean : vue extérieure d'ensemble du site.
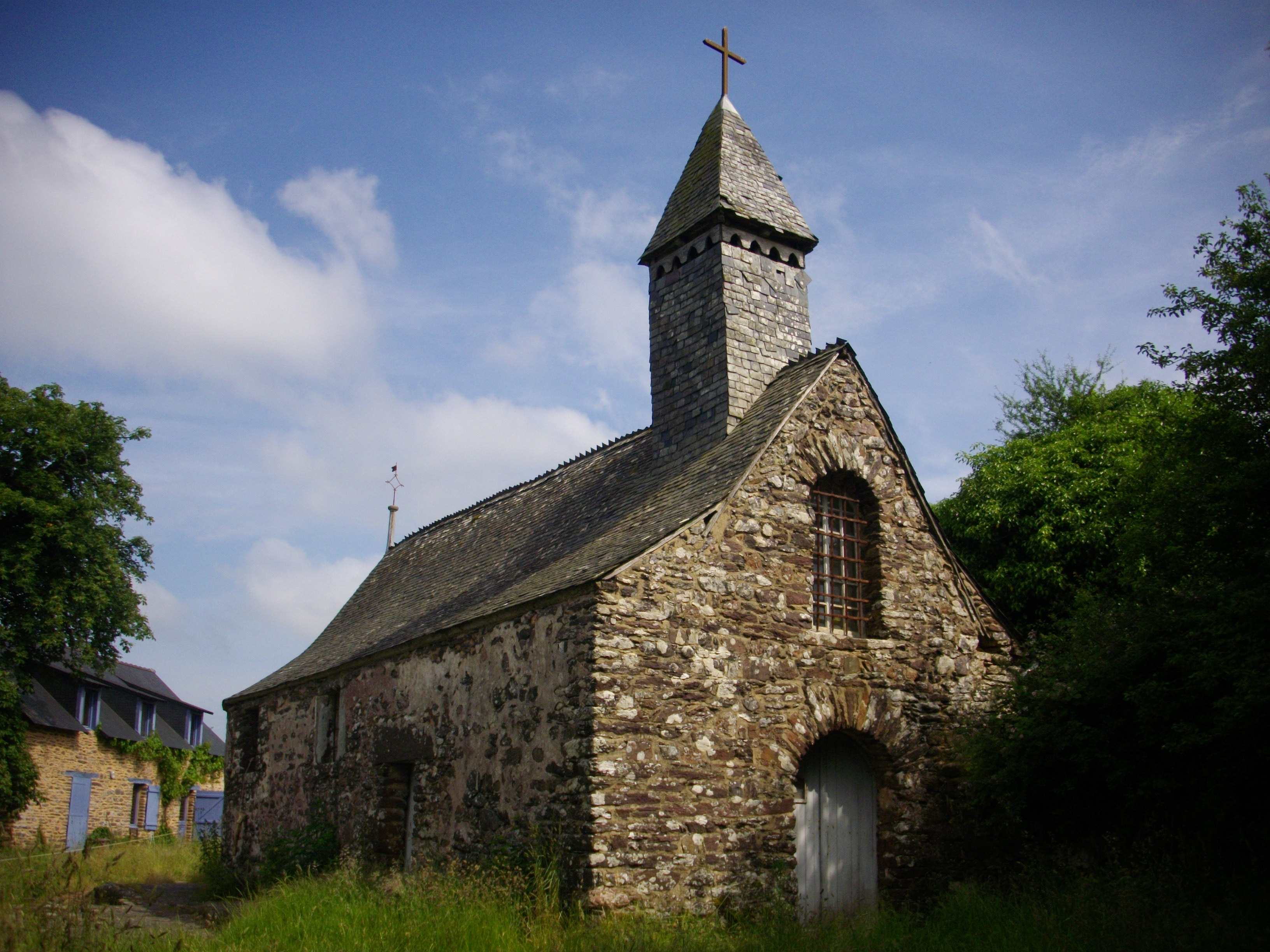
Chapelle Saint-Jean : vue extérieure.

- Chapelle Saint-Laurent : la chapelle actuelle a été construite en 1860 à l'emplacement de l'ancienne chapelle qui datait de 1686. Elle abrite deux statues de saint Cornély, dont l'une était portée en procession les jours de pardon[104].
- Huit croix monumentales dont la croix de chemin de Trécesson (XVe siècle)[105], les croix de Leslan, de Saint-Laurent et de la Touche-Larcher.
- Fontaine Sainte-Apolline : une fontaine de dévotion.

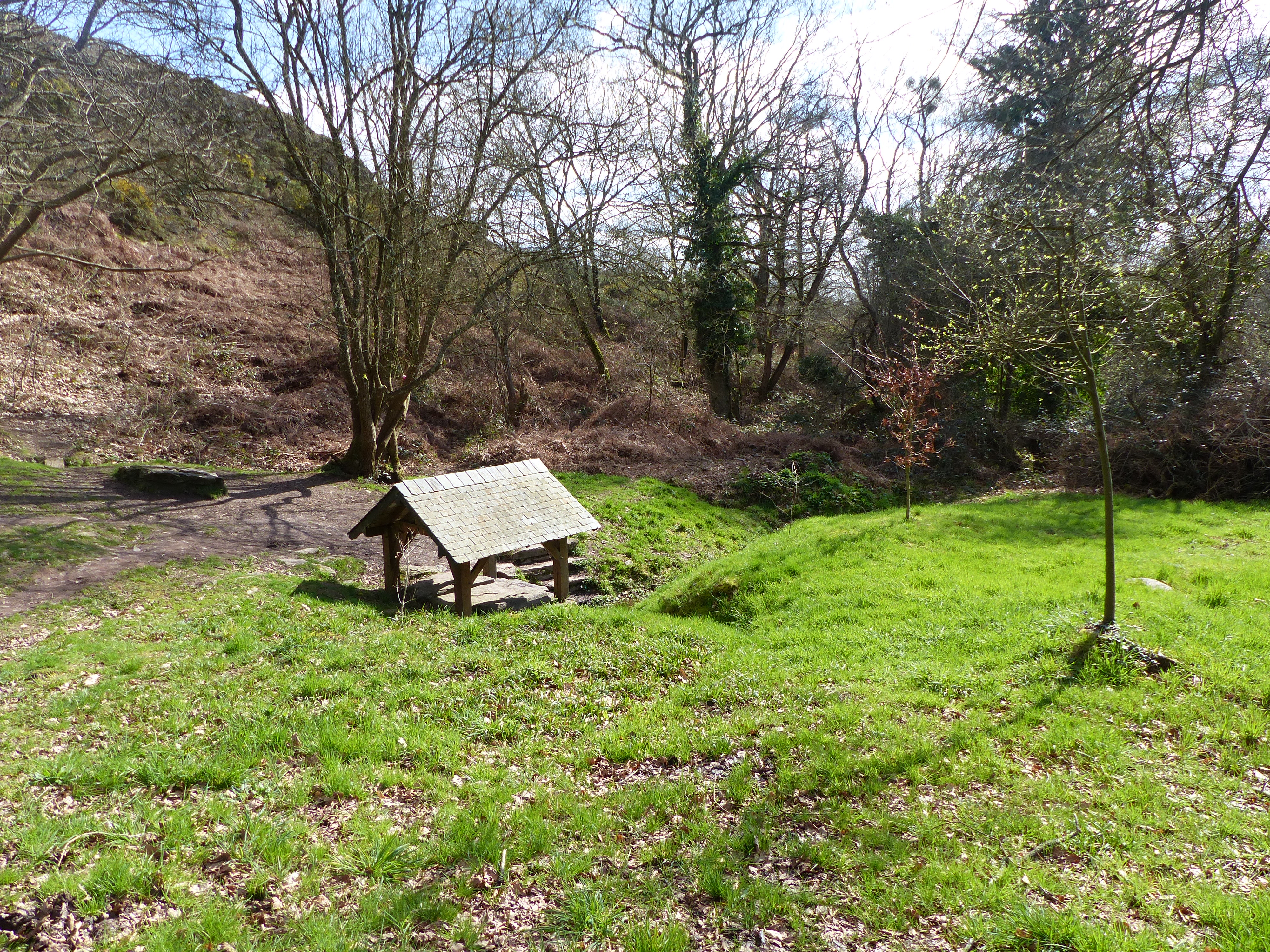
Fontaine Sainte-Apolline : vue générale du site.
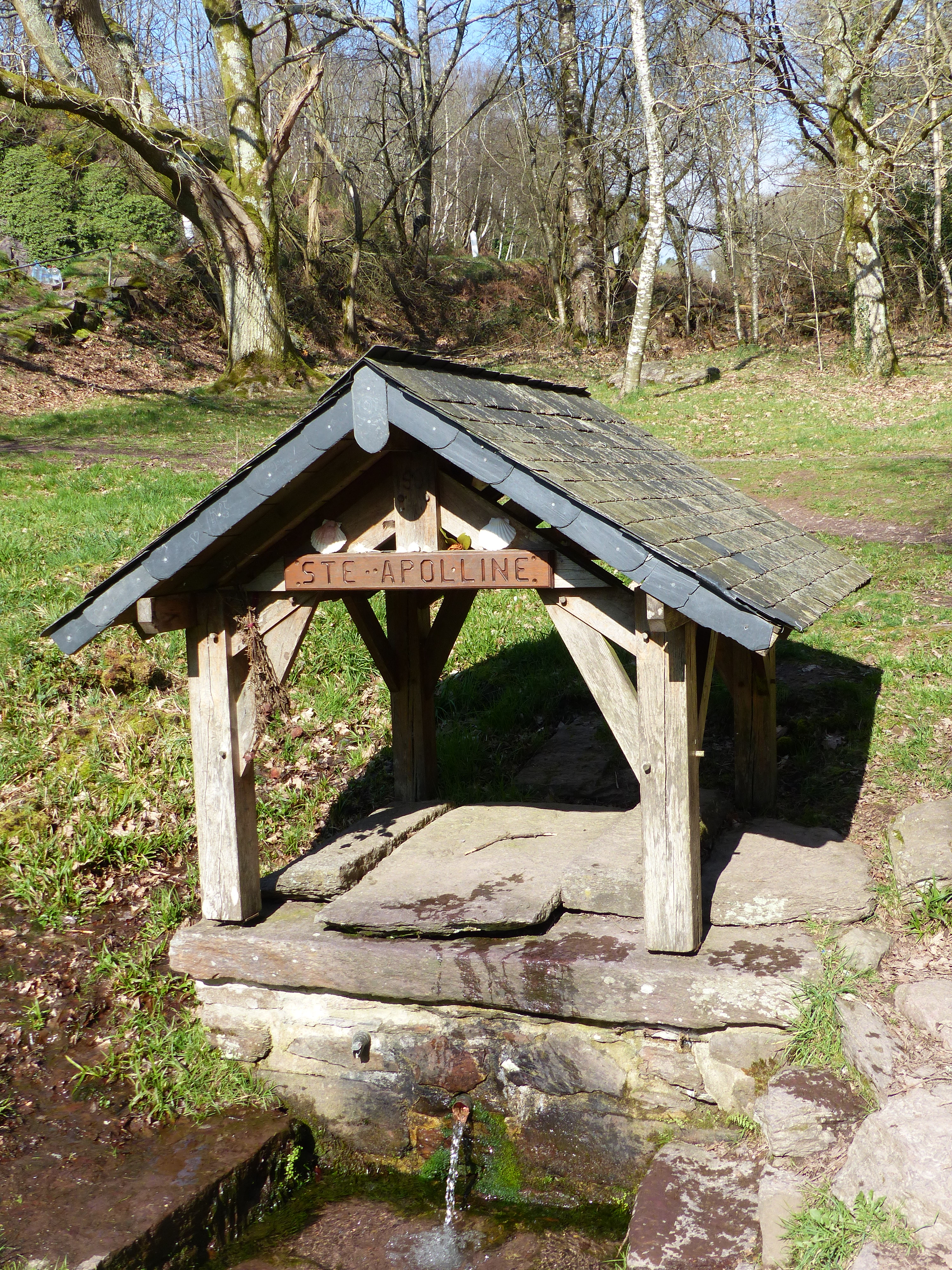
Fontaine Sainte-Apolline : vue de près.
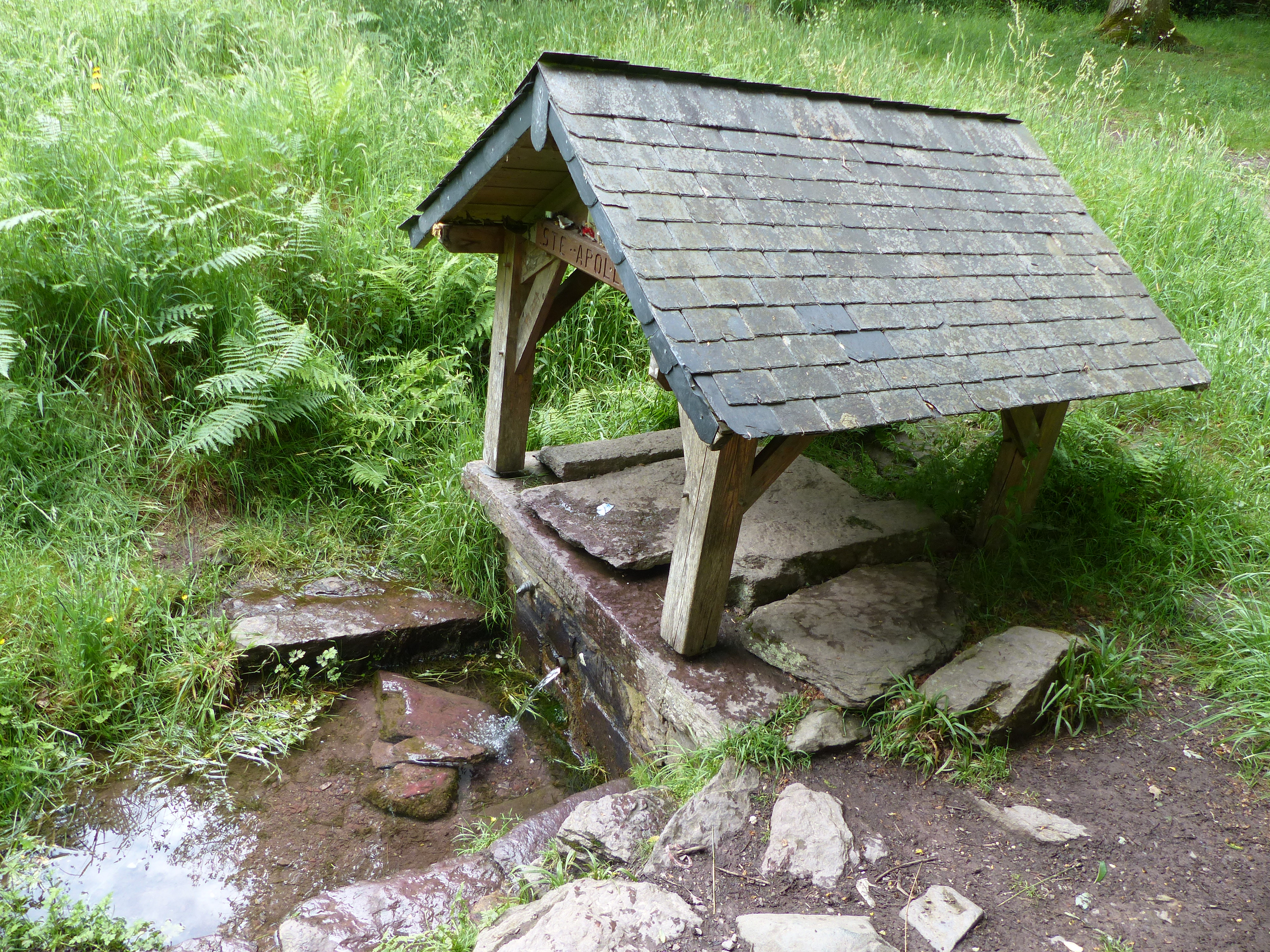
Fontaine Sainte-Apolline.

### Monuments civils
- Château de Trécesson, XVe siècle[106].

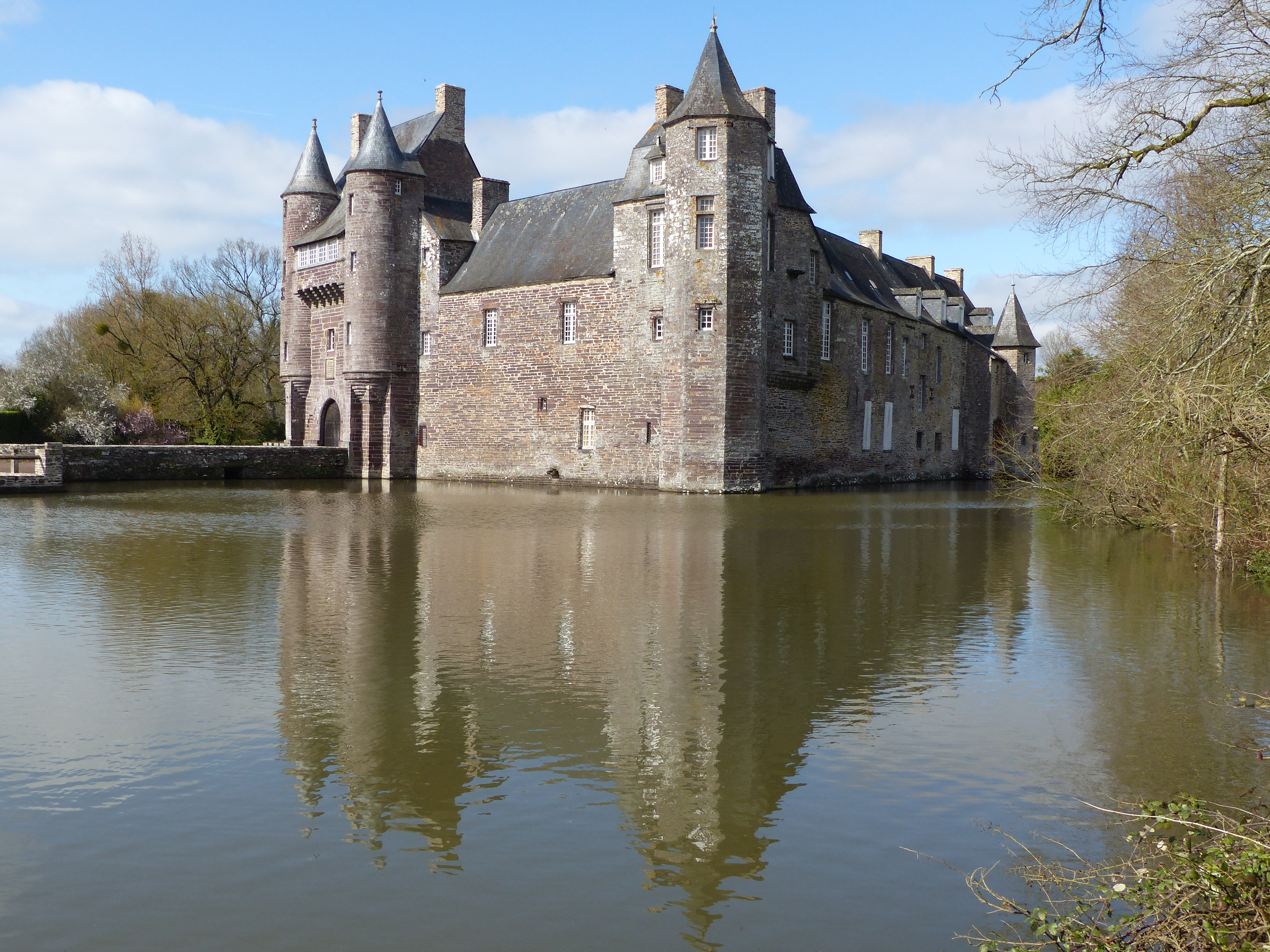
Château de Trécesson : vue générale.
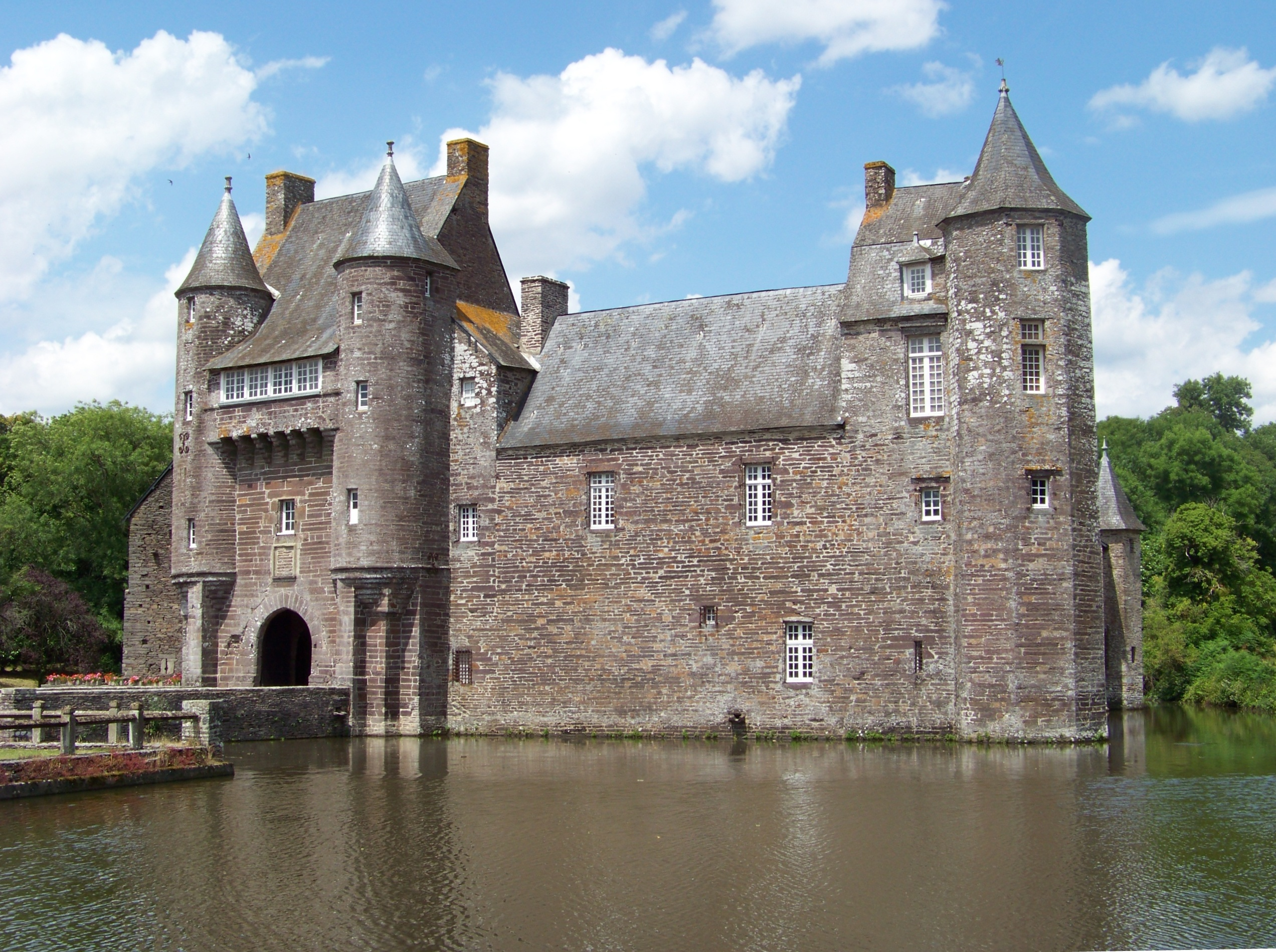
Château de Trécesson : vue extérieure d'ensemble.
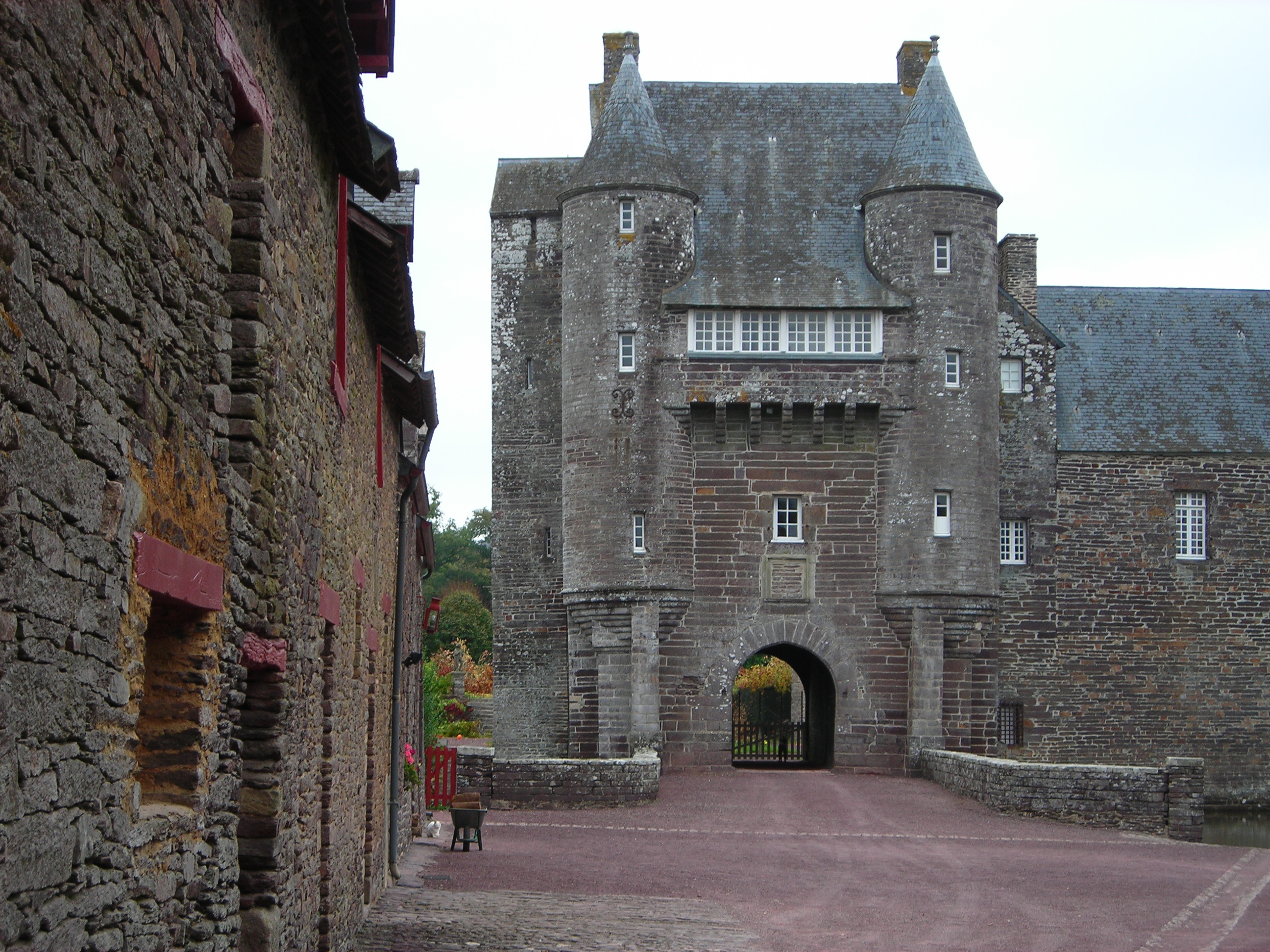
Château de Trécesson : l'entrée.
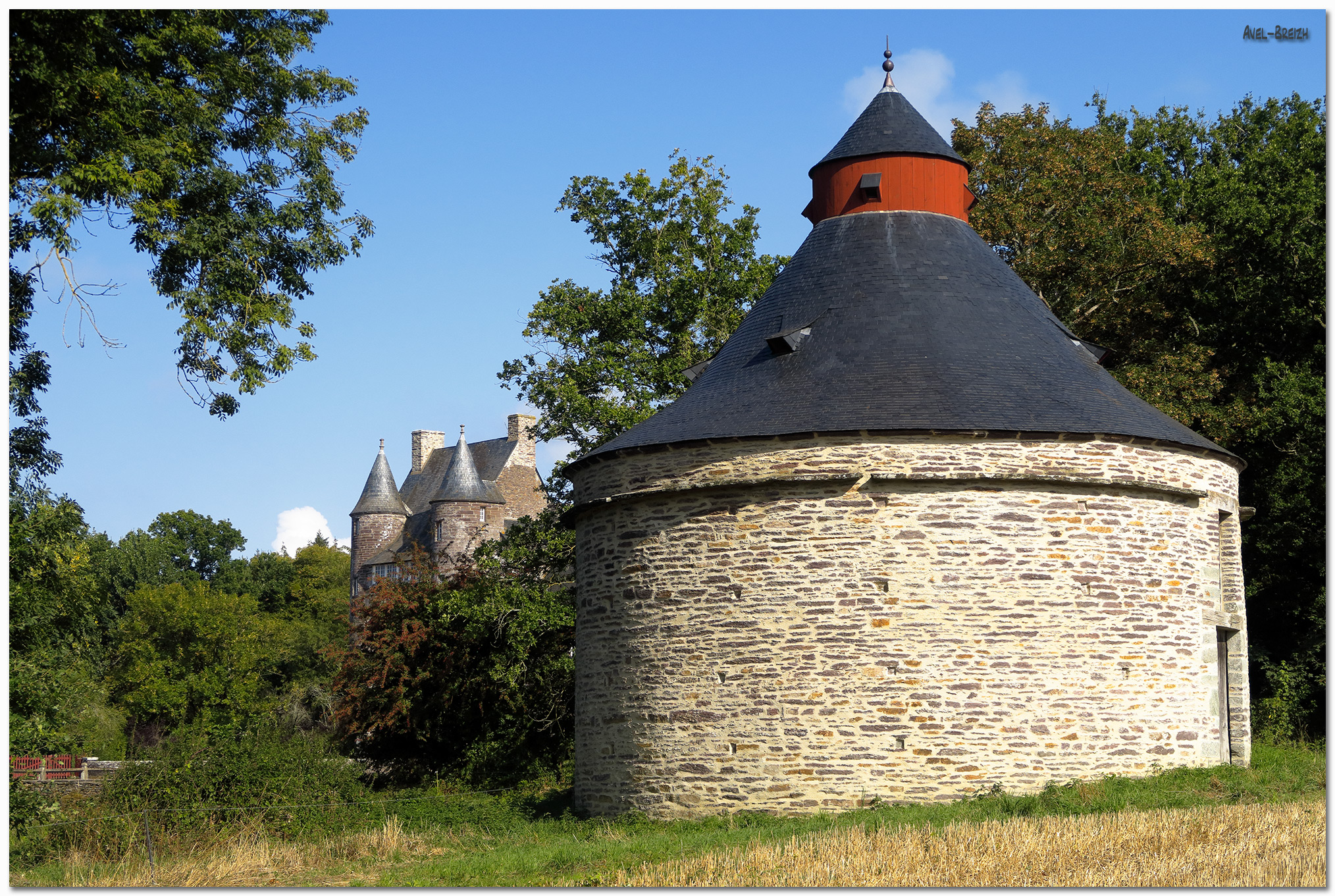
Château de Trécesson : le pigeonnier.

- Château de la Touche-Larcher[107].

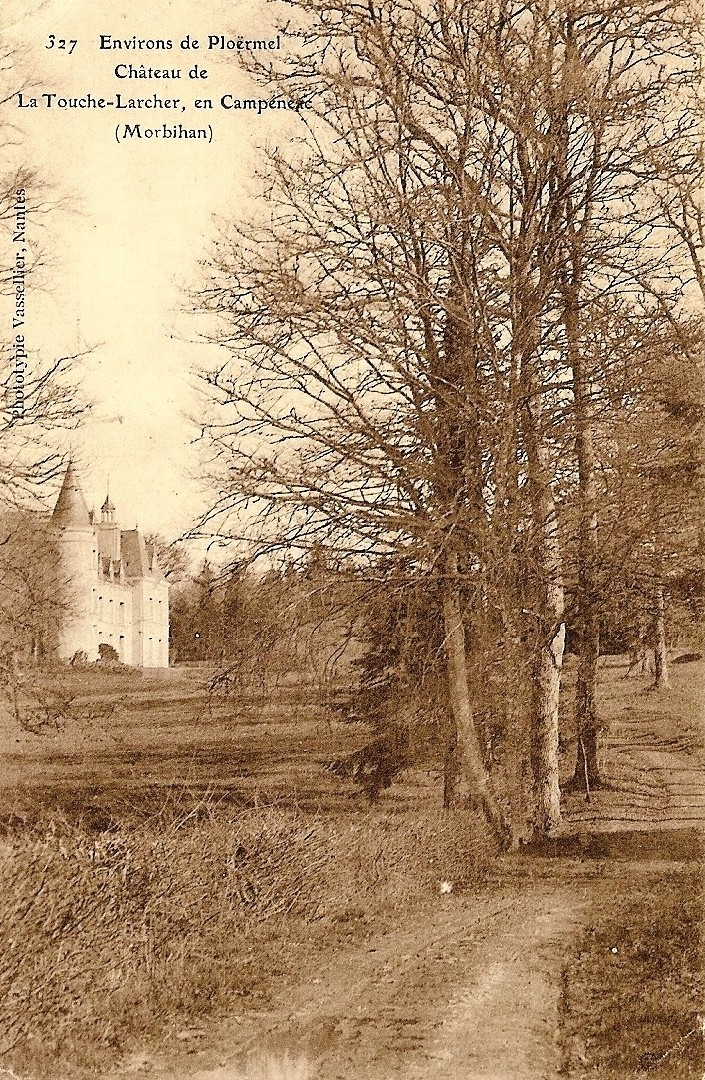
Le château de la Touche-Larcher au début du XXe siècle (carte postale).
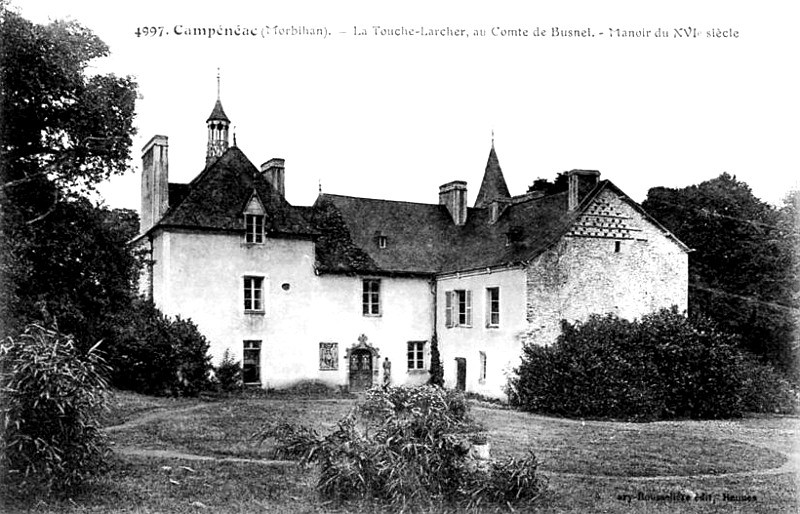
La Touche-Larcher au début du XXe siècle vu de l'arrière (manoir du XVIe siècle).
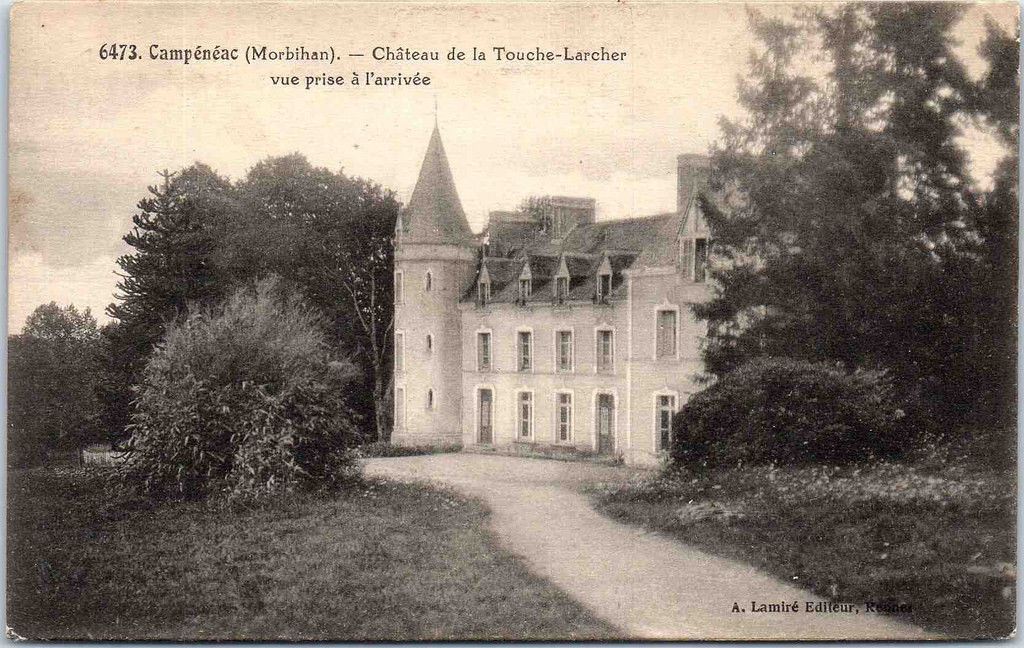
Le château de la Touche-Larcher au début du XXe siècle (carte postale).
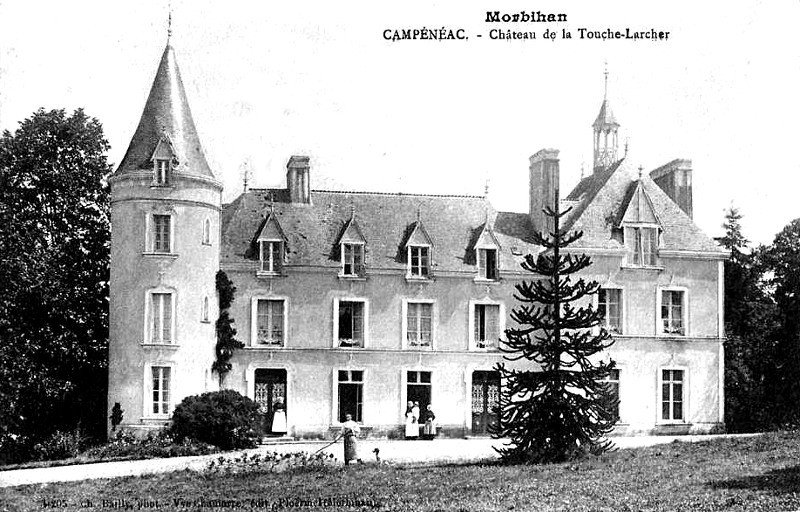
Le château de la Touche-Larcher vers 1925 (carte postale).

- Château de Quéjeau (XVIe siècle) et sa chapelle[108].
- Château de la Ville-Aubert (détruit par un incendie survenu le 1er juillet 1900[109], reconstruit peu après)[110]. C'est désormais l'abbaye de la Joie-Notre-Dame.

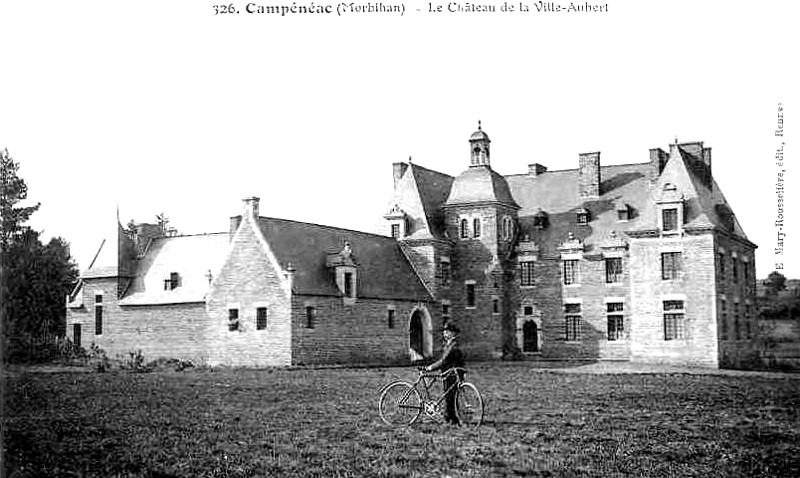
Le château de la Ville-Aubert au début du XXe siècle (carte postale).
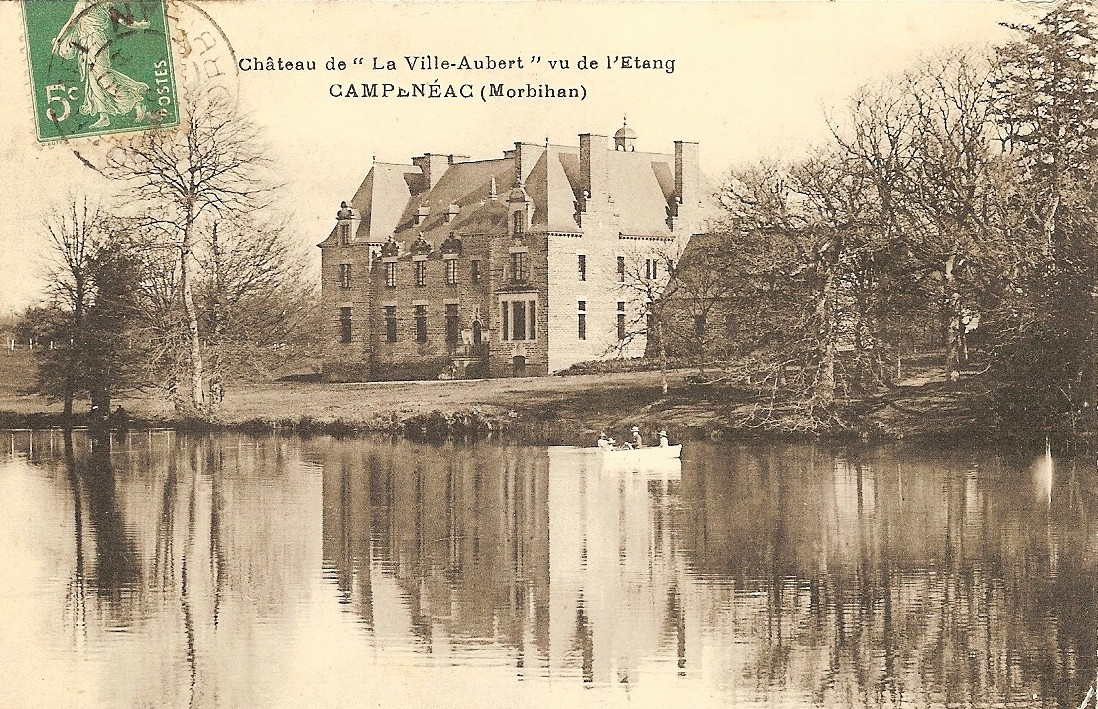
Le château de la Ville-Aubert vu de l'étang au début du XXe siècle (carte postale).

- Manoir de la Bourdelais date du XVIe siècle, il est inscrit à l'inventaire général du patrimoine culturel[111].
- Manoir de Glévily date du XVIe siècle, il est inscrit à l'inventaire général du patrimoine culturel[112].
- Tombeau du Géant (Tombeau des Géants) : un grand coffre de pierres datant de l’âge du bronze, constitué à partir du démantèlement d’un alignement de menhirs du Néolithique. Il était nommé par le passé « la Roche à la Vieille » car des récits légendaires assuraient qu'il s'agissait du tombeau d'une princesse antique[113].

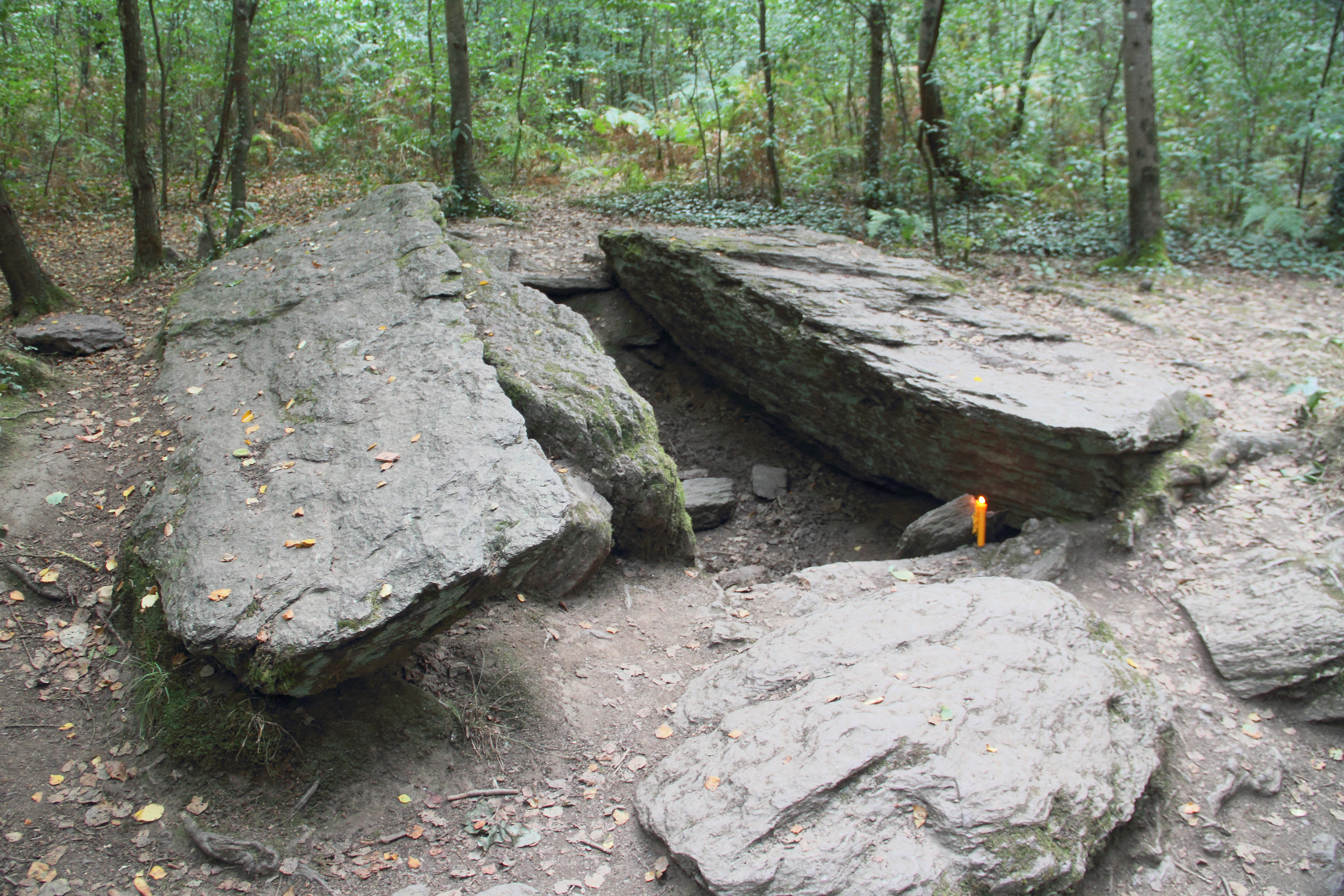
Le Tombeau du Géant, site mégalithique.

- Butte de Tiot : tumuli de l'Âge du bronze[43].

### Autres
- Le camp de Coëtquidan.
- Le châtaignier du Pas-aux-Biches, classé « arbre remarquable »[114].

## Tradition
- Chanson Les gars de Campénéac, composée vers 1545. Écrite en gallo, elle commence ainsi :

 Les gas de Campenia [Campénéac], courous de fileries (bis)

 Courous de fileries, au Bois-du-Loup s'en vont,

 Pêchant la filerie, ont reçu un affront. (...)
Le texte intégral de la chanson a été publié dans la Revue des traditions populaires. Son contexte historique a été rapporté pour la première fois par Noël du Fail en 1547. Selon l'abbé Marot, les jeunes gens de Campénéac, « très amateurs de fileries, de luttes et de danses », y brillaient peu et étaient souvent battus et humiliés par leurs voisins d'Augan. Un soir, au Bois-du-Loup, lors d'un bal où ils étaient très échauffés, ils se seraient imprudemment dévêtus de leurs galicelles (vêtements longs couvrant les jambes) et les filles d'Augan les auraient jetées dans un puits voisin ; la danse finie, les garçons cherchèrent leurs habits et, ne pouvant les retrouver, ils s'en revinrent à Campénéac sans les avoir sur eux. Les jeunes filles d'Augan auraient ailosauraient alors composé la chanson pour se moquer d'eux. « Ces vers furent bientôt chantés dans tout le pays à la grande fureur des gens de Campénéac », ce qui provoqua parfois des incidents sanglants comme sous le règne de Louis XIV à une date indéterminée ou encore en 1660 quand quatre jeunes seigneurs de Ploërmel auraient traversé le bourg en chantant la chanson et auraient été rossés par les habitants.
- La comptine Compère Guilleri est sans doute tirée de l'histoire de brigands du même nom qui auraient trouvé refuge au début du XVIIe siècle au château de Guillerin, lequel est désormais totalement ruiné car inclus dans le camp de Coëtquidan[119].

## Légendes et contes

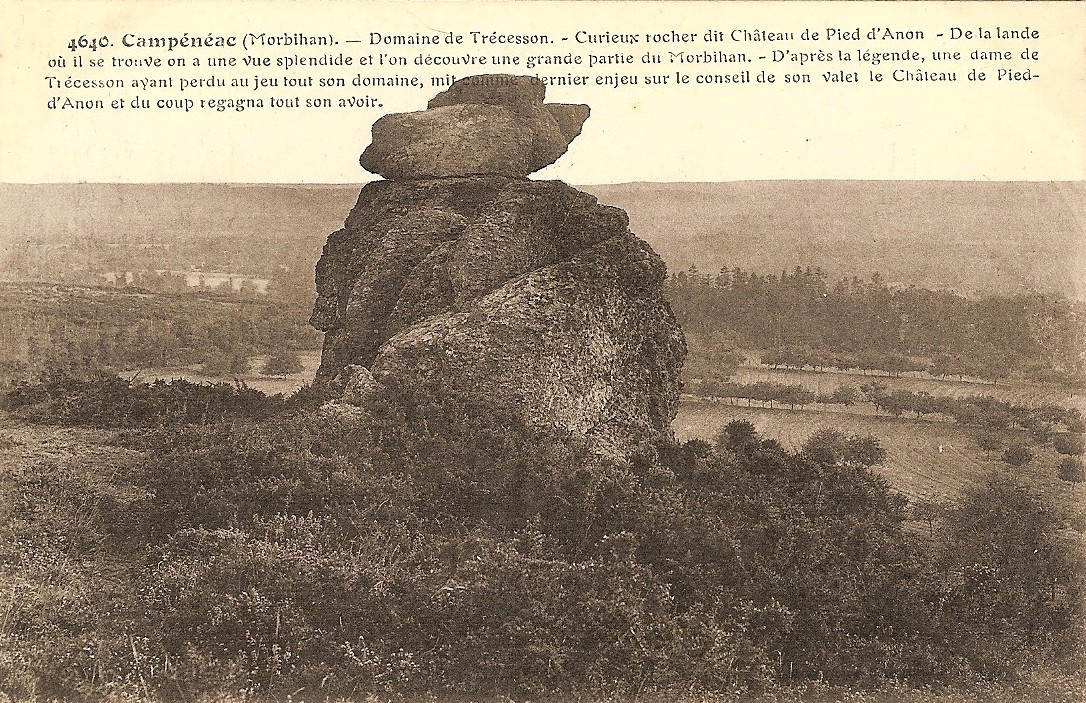
Le rocher dit du « château du pied d'Ânon » près du château de Trécesson (carte postale).

- Plusieurs légendes concernent le château de Trécesson[120], les plus connues étant celles de la « Dame Blanche » et du « Manoir du pied d'Ânon »[121].

- Loeiz Herrieu a écrit en 1942 un conte inspiré de la légende de la « Dame blanche » et intitulé « La merveilleuse dame de Trécesson »[122].

## Personnalités liées à la commune
- Armelle Nicolas (1606-1671), dite la bonne Armelle. Le crâne de la bonne Armelle est conservé à titre de relique à la sacristie de l'église de Campénéac (le reste du corps est conservé à l'évêché de Vannes).
- Nicolas Bourelle de Sivry (1756-1808), propriétaire du château de Trécesson, agent payeur des dépenses de guerres, administrateur de la Trésorerie des troupes de la République. Payeur général des guerres aux armées républicaines du département d'Ille-et-Vilaine en 1797.
- Alphonse Joseph Constant Bourelle de Sivry (1799-1862), né à Milan lorsque son père était trésorier payeur de l'armée d'Italie.